# 西亚特
西亞特公司，缩写为，發音為国际音标西班牙語：[se'at]，西班牙语全名：，意为西班牙旅行汽车公司，成立于1950年。

## 历史
20世纪50年代，西班牙国家工业联合会（Instituto Nacional de Industria）为了提高西班牙本土的汽车工业制造能力，与意大利菲亚特汽车公司合作，建立一家生产菲亚特汽车的汽车工厂。1950年5月9日，西亚特公司成立，公司最初生产的西亚特600型汽车就是贴着菲亚特600型的牌子。1953年，西亚特开始在法国设立工厂，同时在该工厂生产了第一辆西亚特牌汽车1400型。1965年西亚特扩张到了哥伦比亚，三年后累计产量达到一百万辆。1975年在巴塞罗那附近的玛托雷尔建立起了西亚特的技术中心。
1981年菲亚特离开了西亚特，1982年德国大众成为了其新的合作伙伴。此后西亚特开始自行设计自己的车型，在大众的帮助下将自己的车辆出口到欧洲，同时成立了运动部门，负责改装旗下车辆并组织参与汽车赛事。到1990年，大众持有的西亚特公司股份达到了99%。1993年西亚特已经在玛托雷尔建立起了两座生产工厂。1996至98年，西亚特凭借旗下的Ibiza车型蝉联3年世界汽车拉力赛（WRC）F2组冠军。2002年，西亚特被改组到大众汽车集团旗下。

## 车型

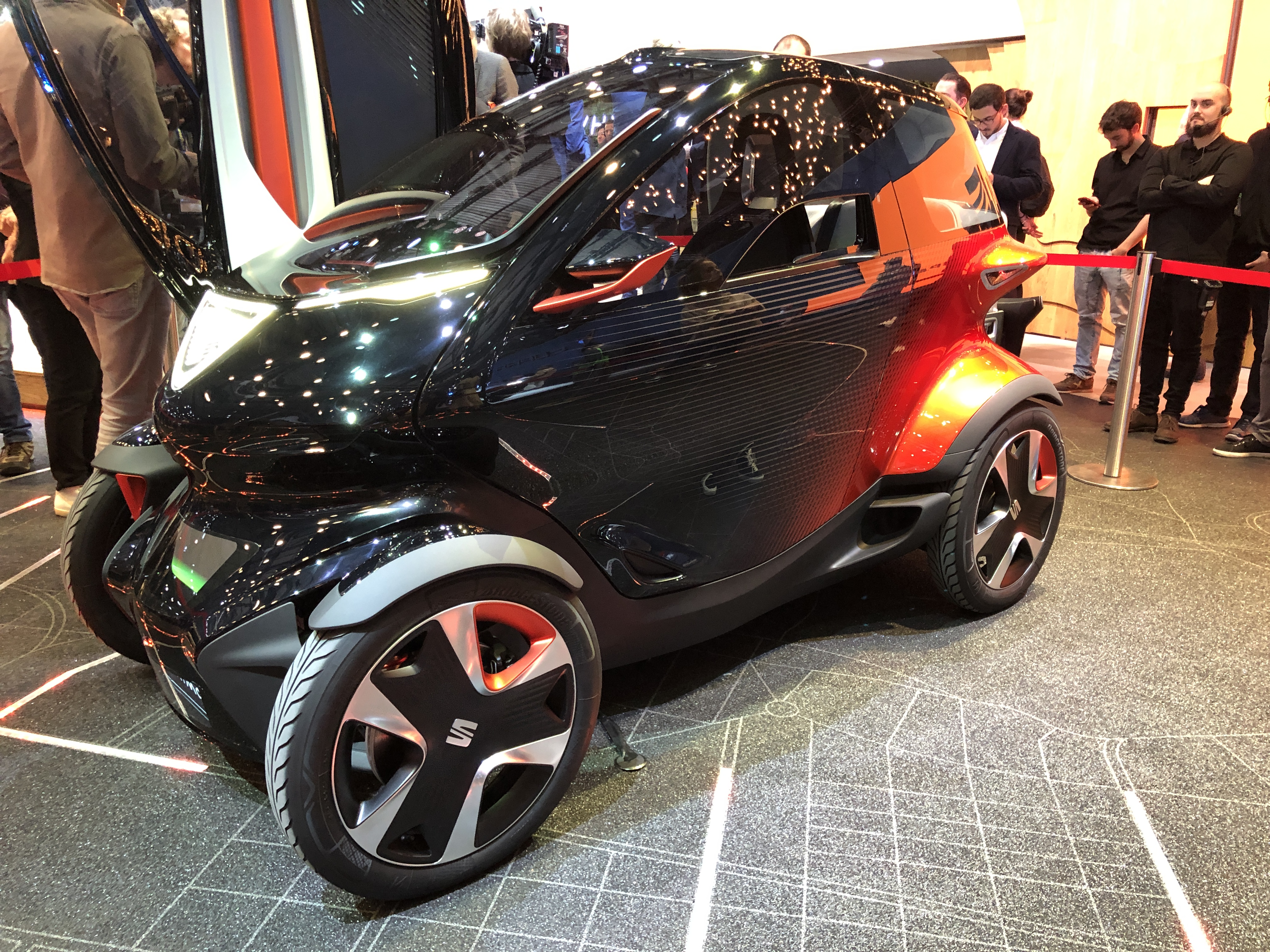
SEAT Minimó

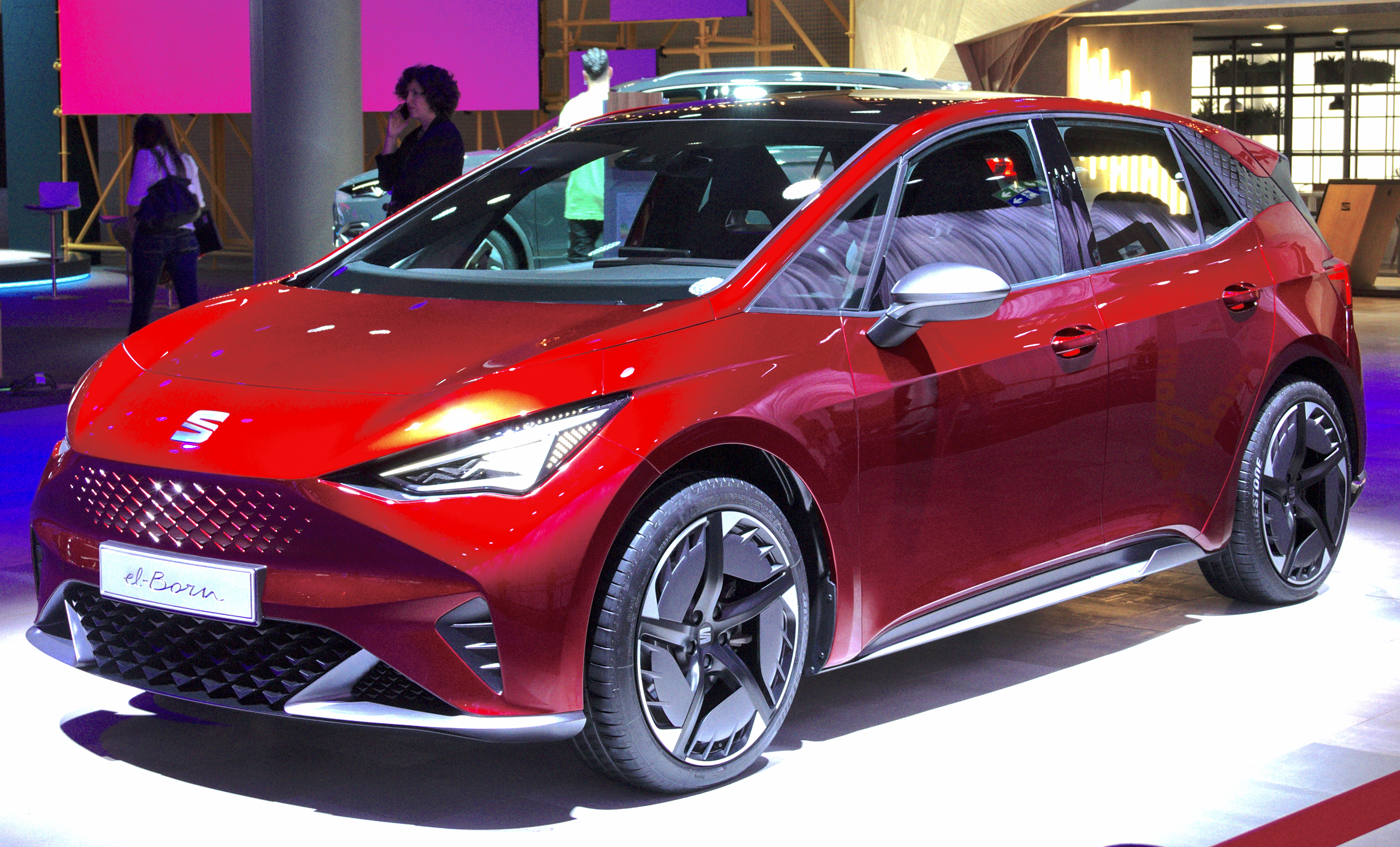
Cupra Born

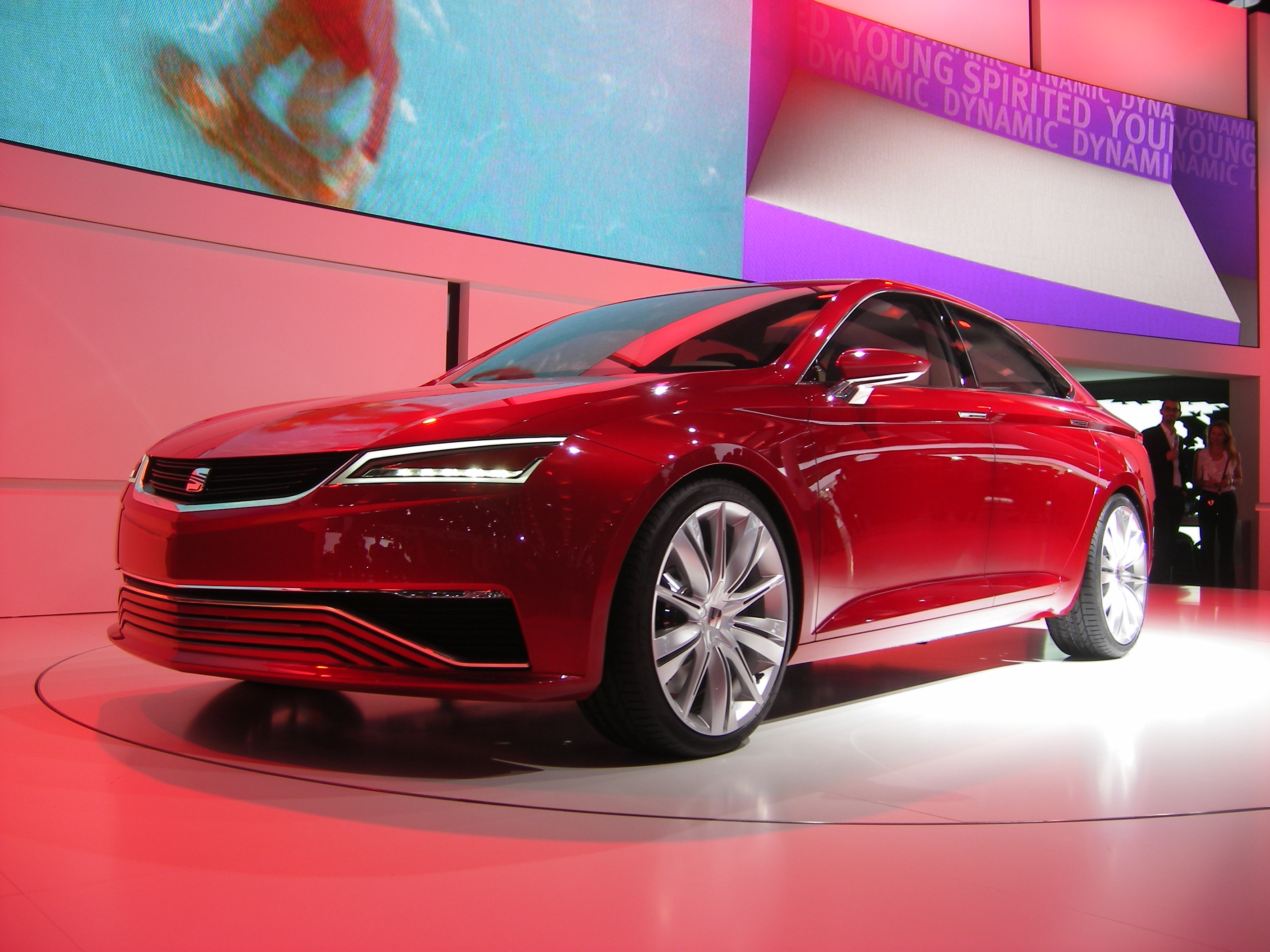
SEAT IBL

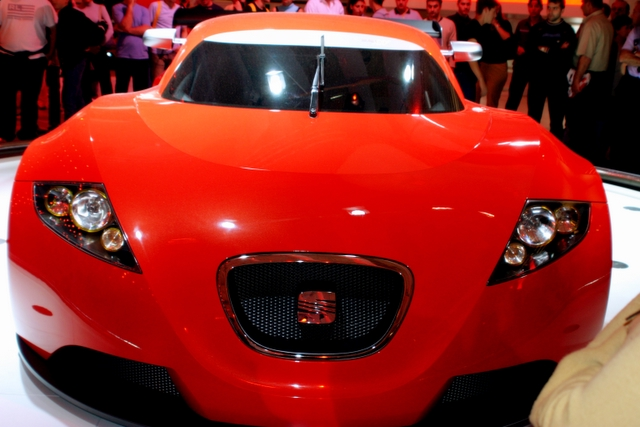
SEAT Cupra GT

|  |  |  |  |  |

### 早期版本

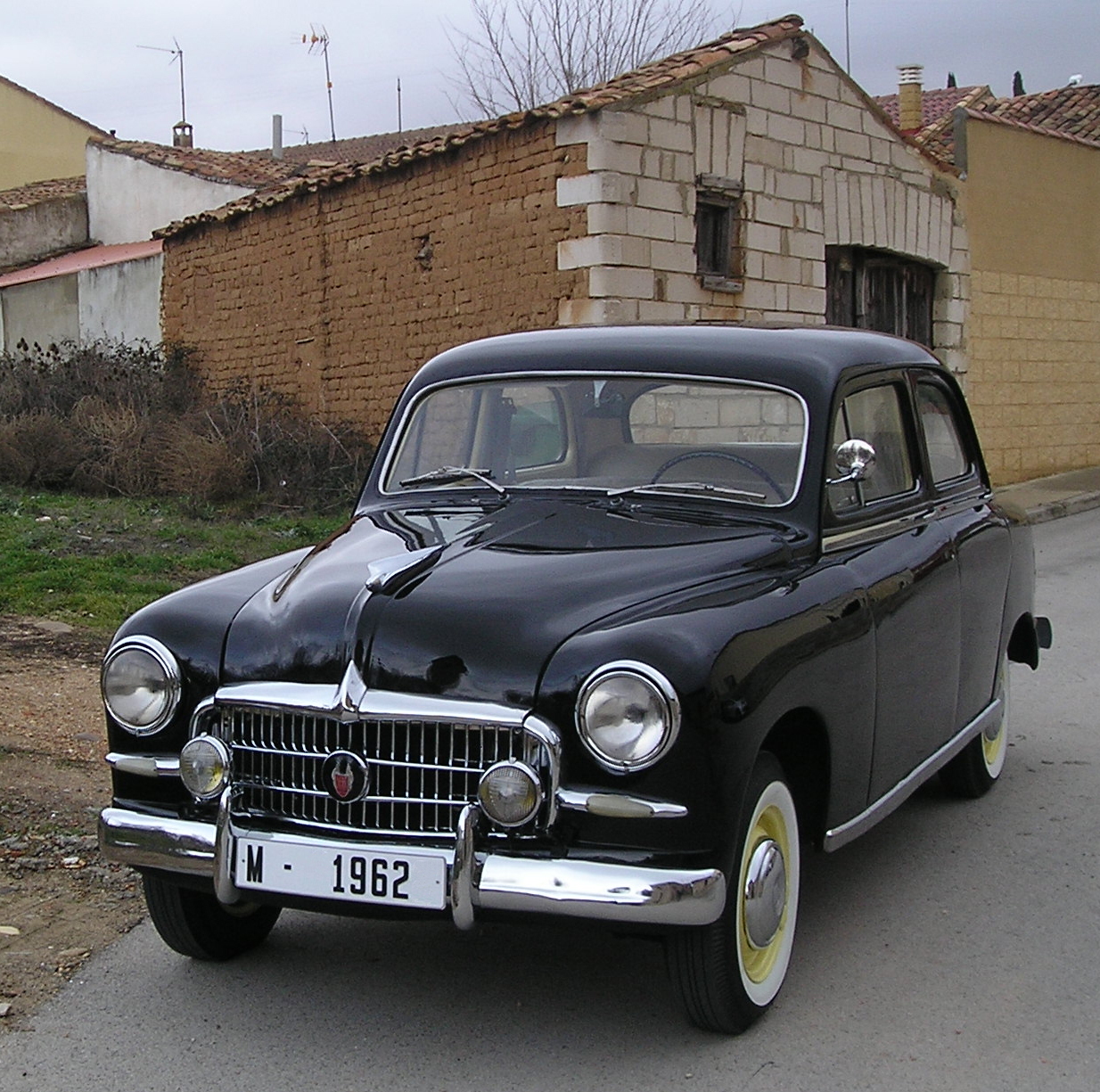
SEAT 1400

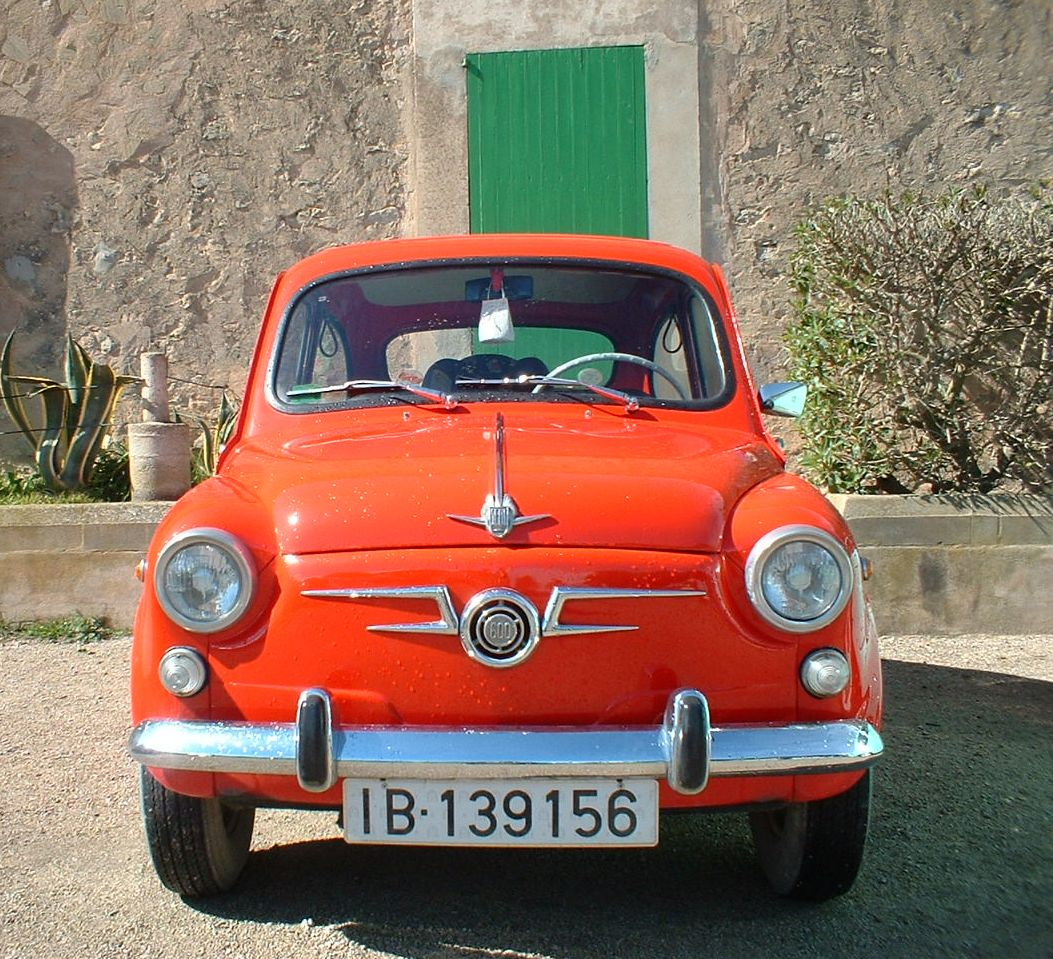
SEAT 600

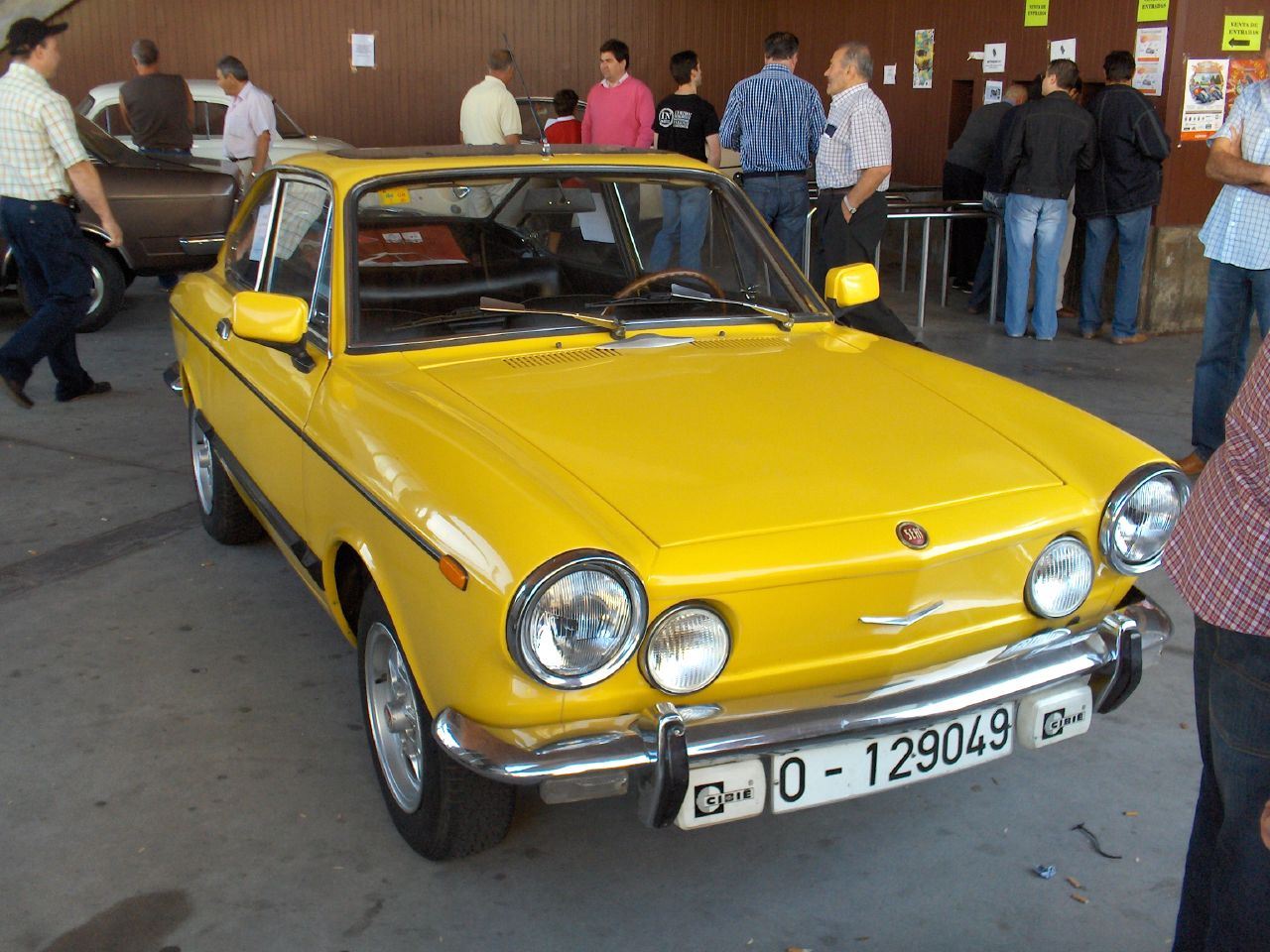
SEAT Coupé

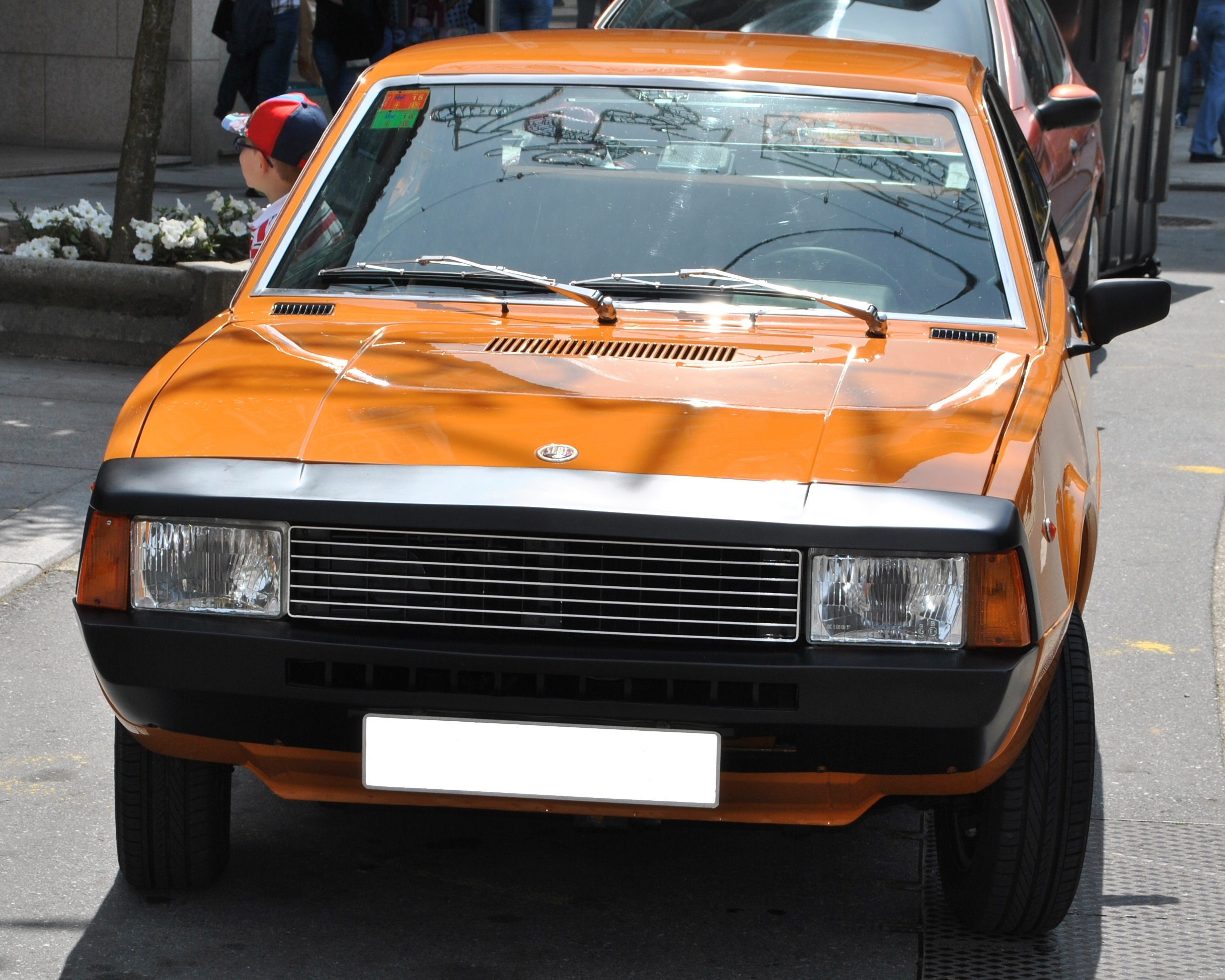
SEAT 1200 Sport

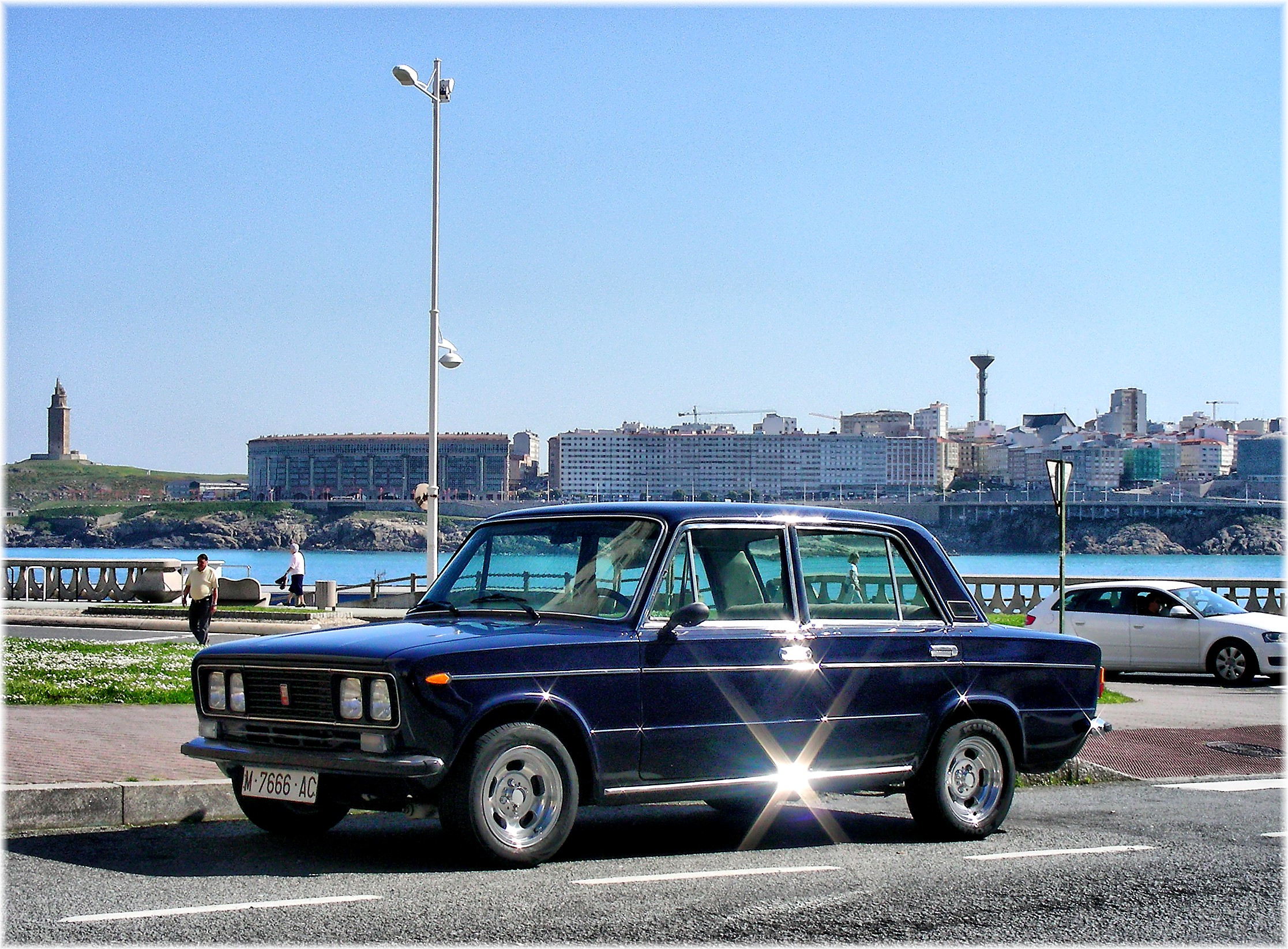
SEAT 1430

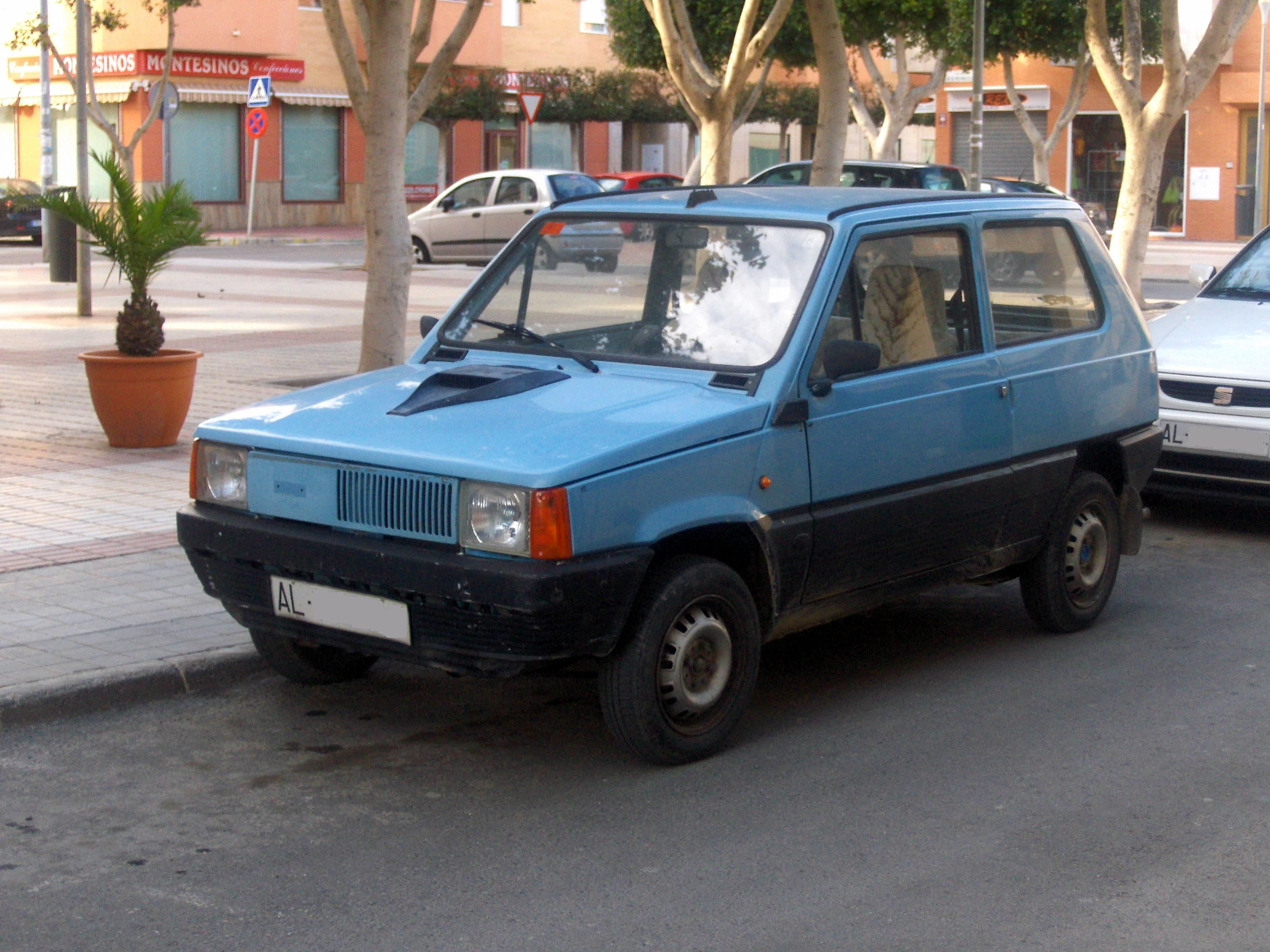
SEAT Panda

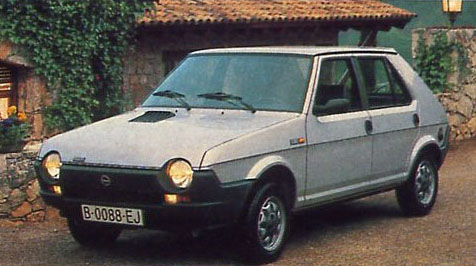
SEAT Ritmo

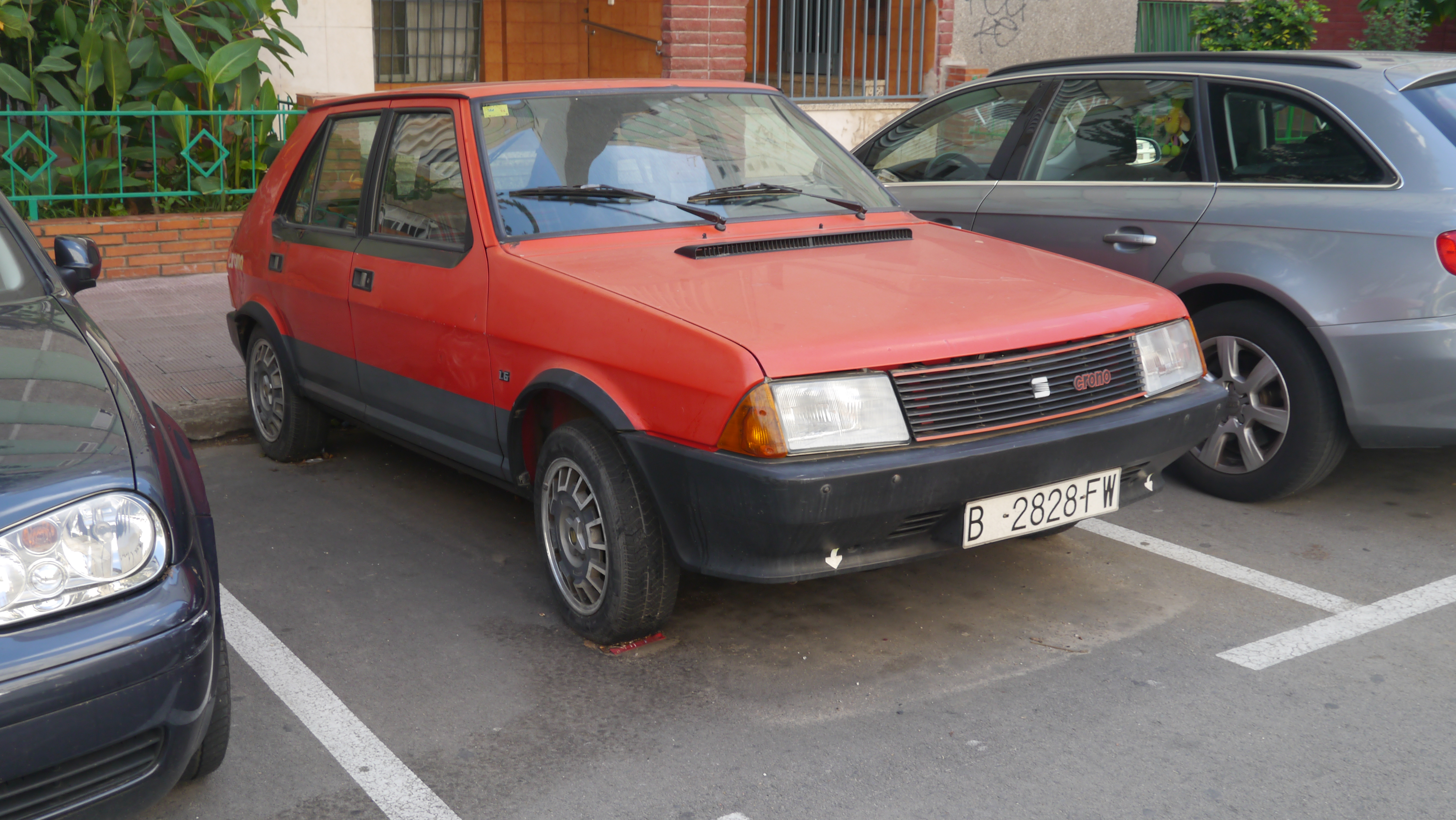
SEAT Ronda

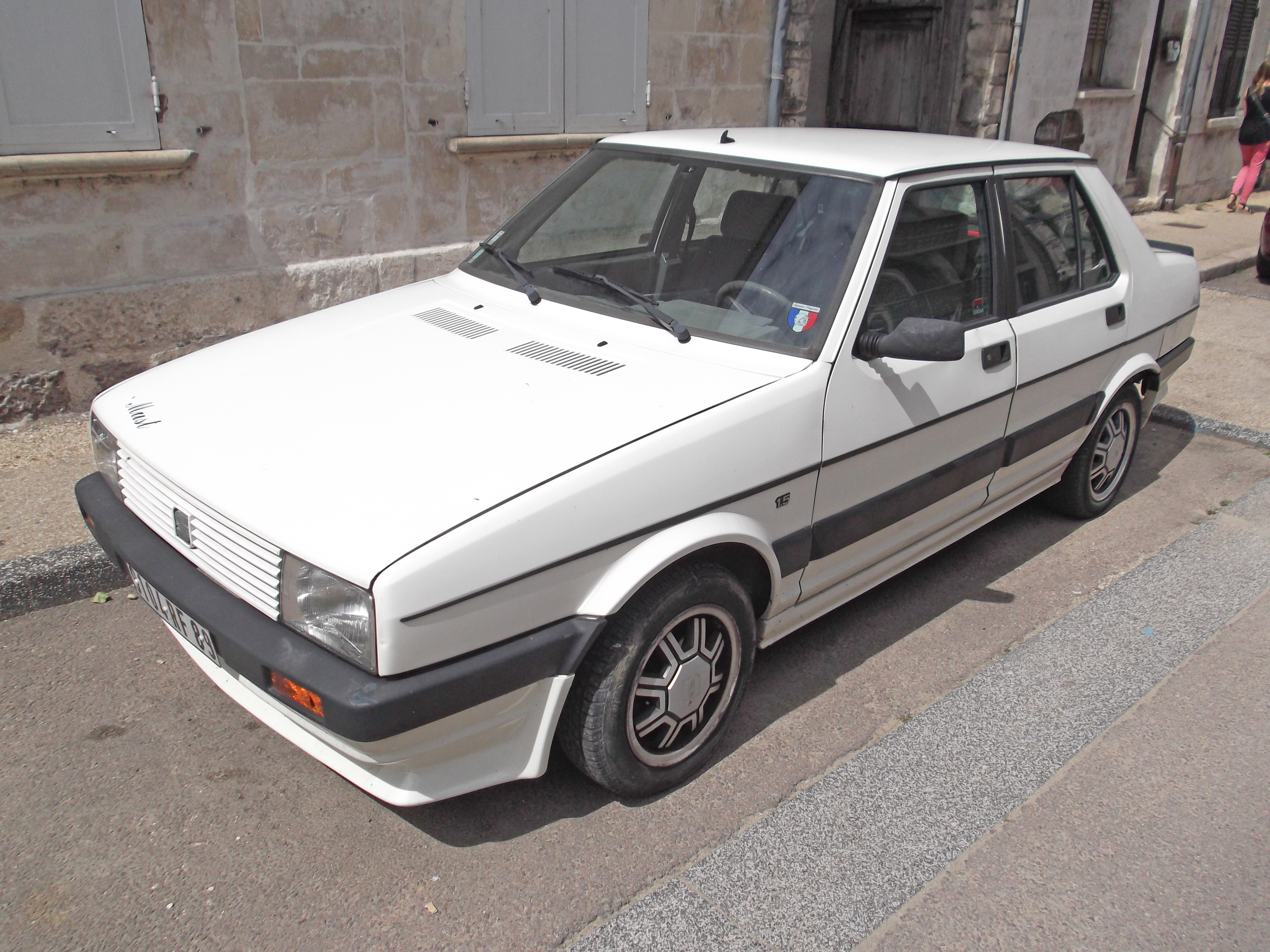
SEAT Málaga

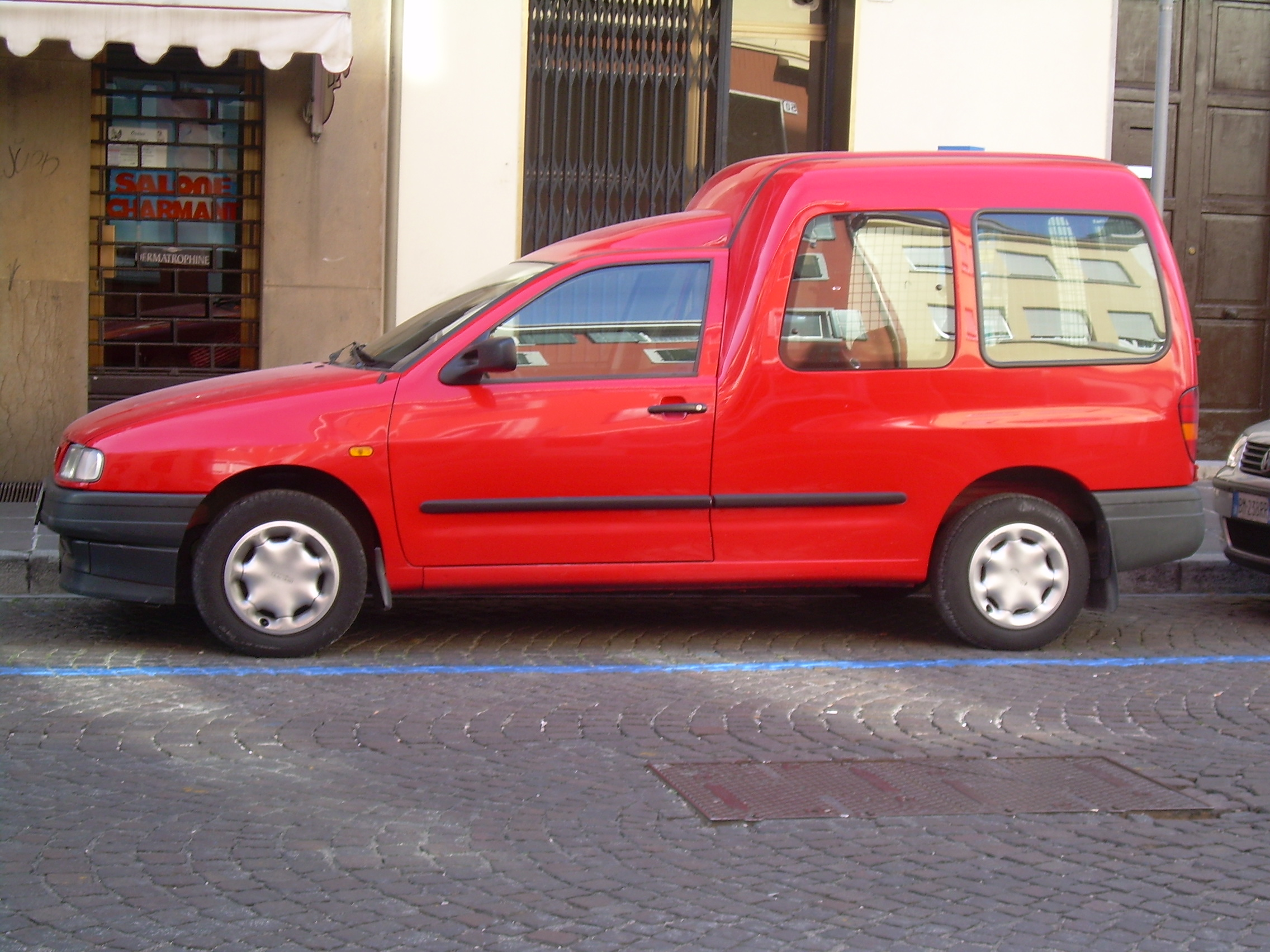
SEAT Inca

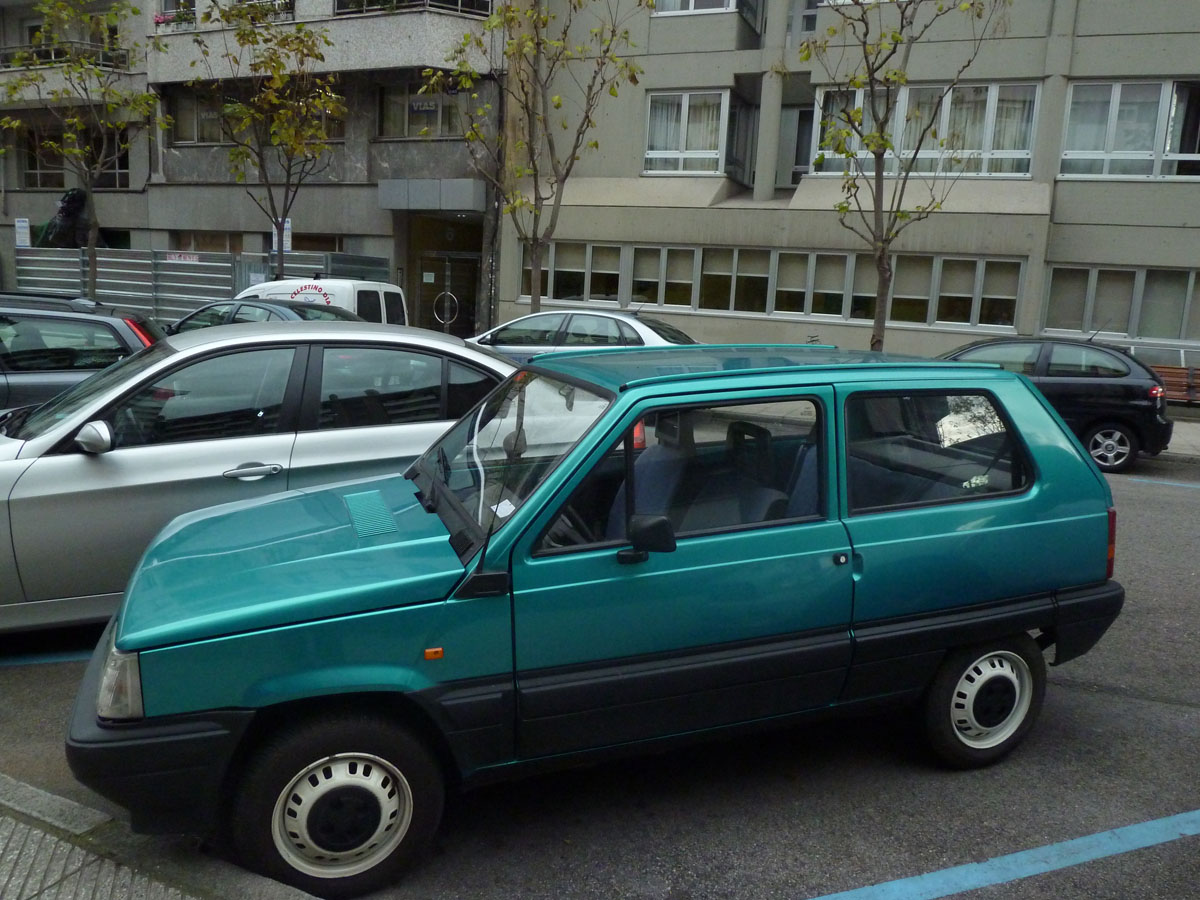
SEAT Marbella

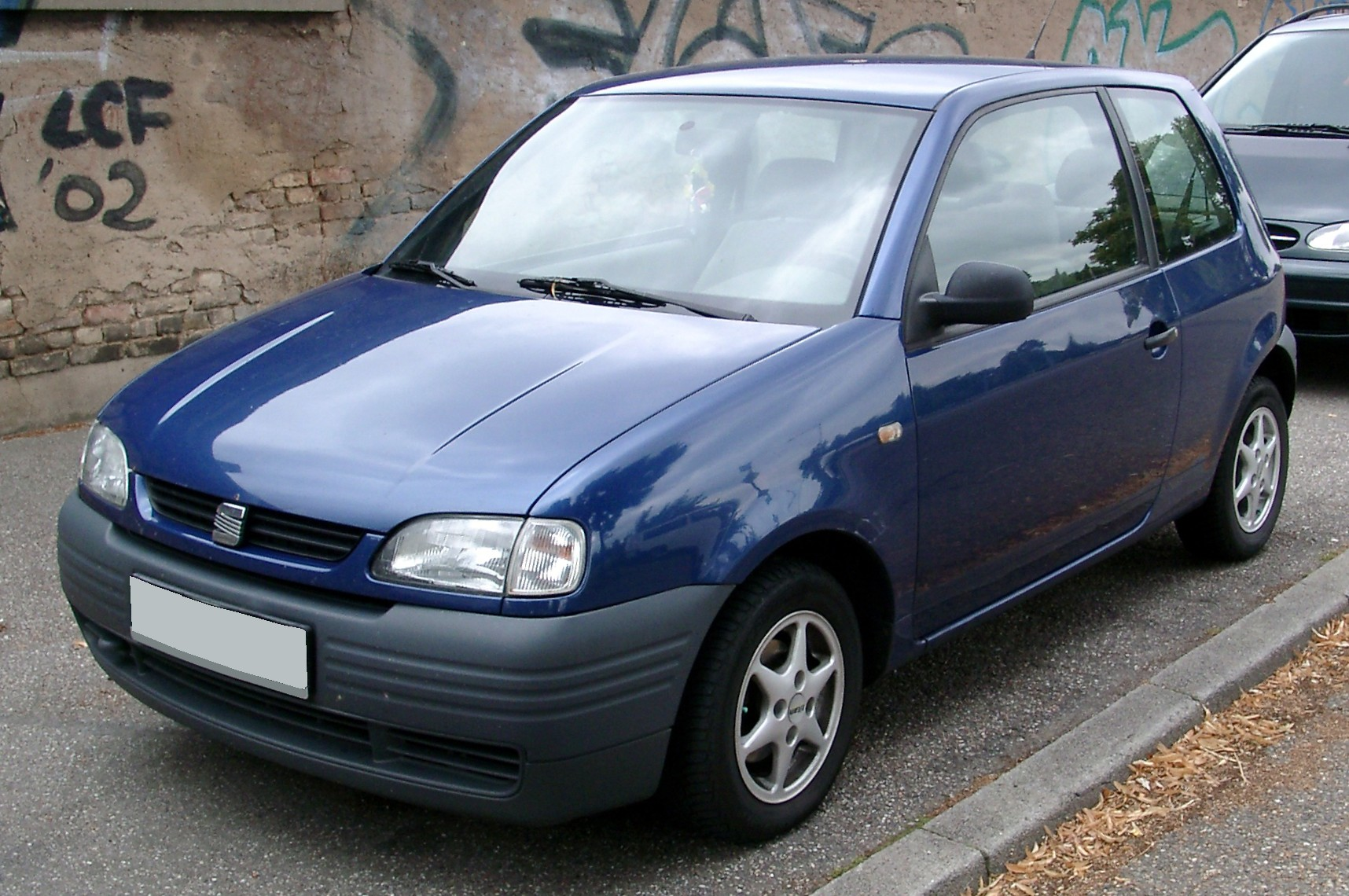
SEAT Arosa

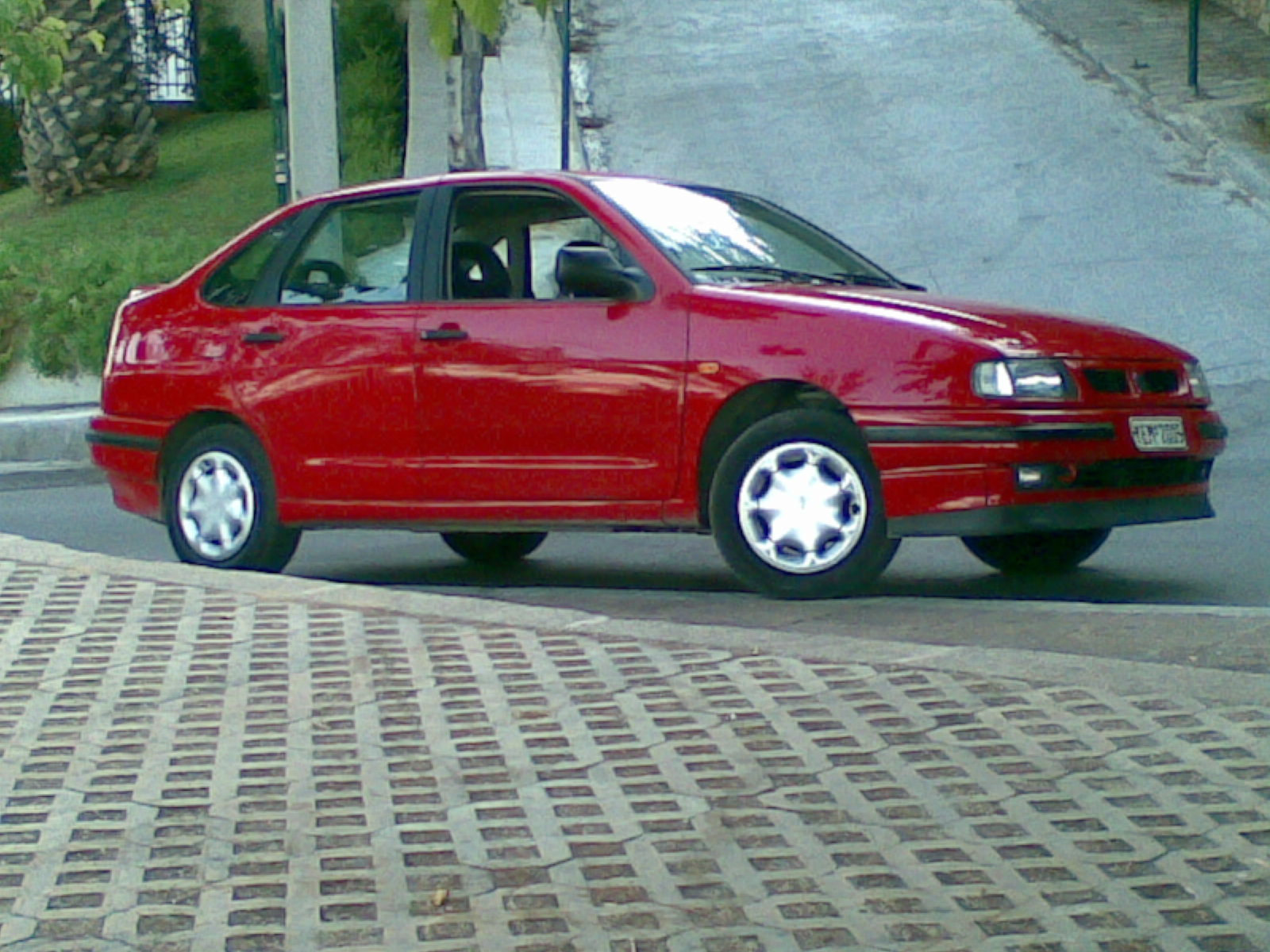
SEAT Córdoba

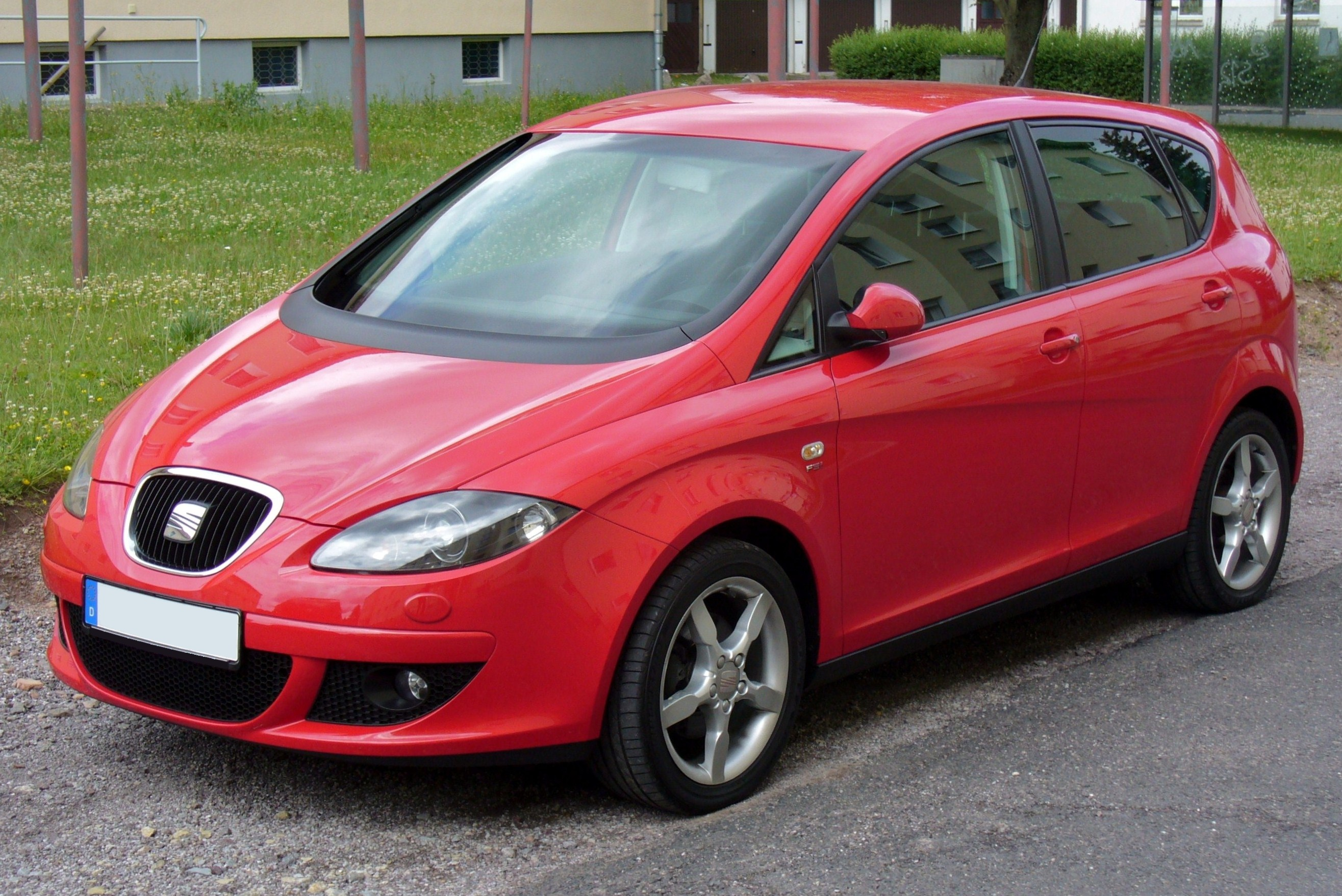
SEAT Altea

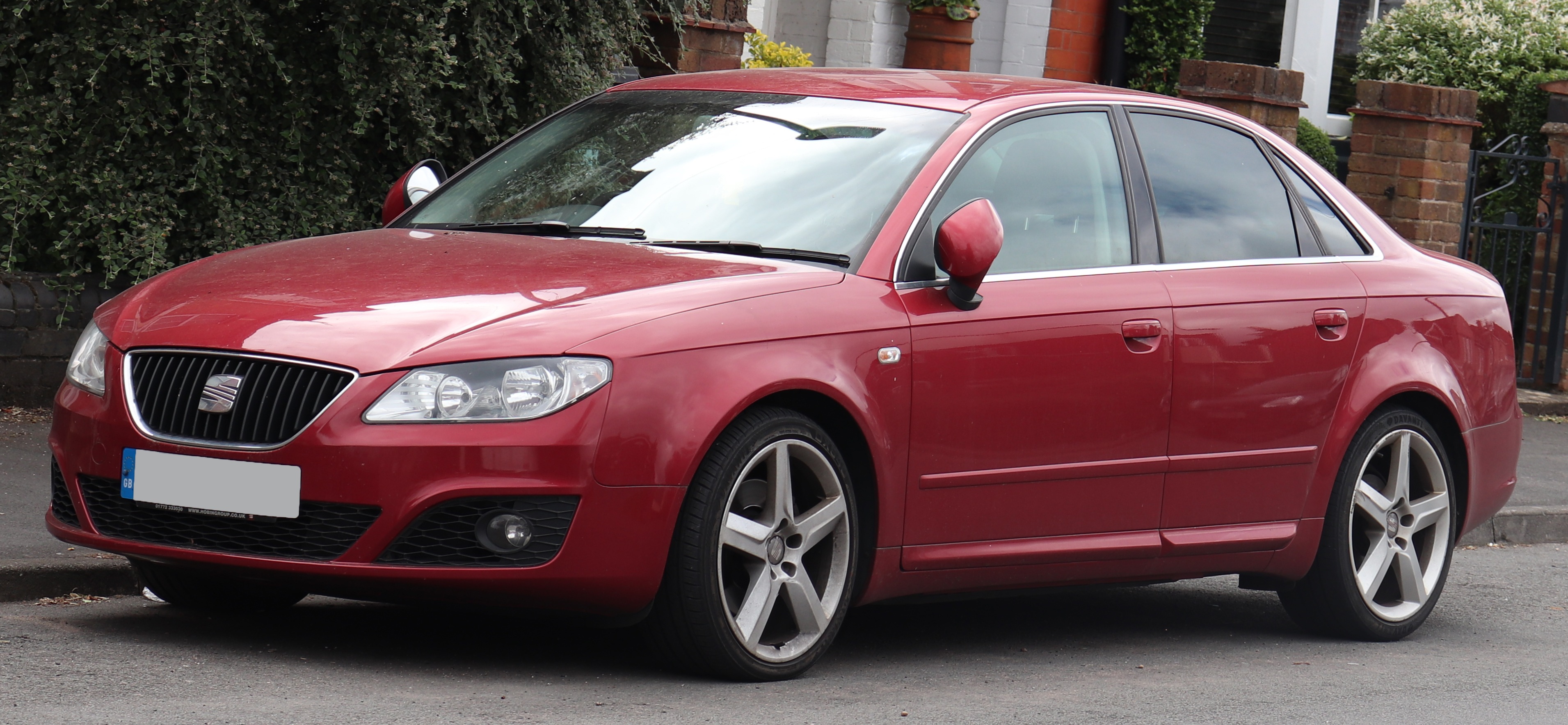
SEAT Exeo

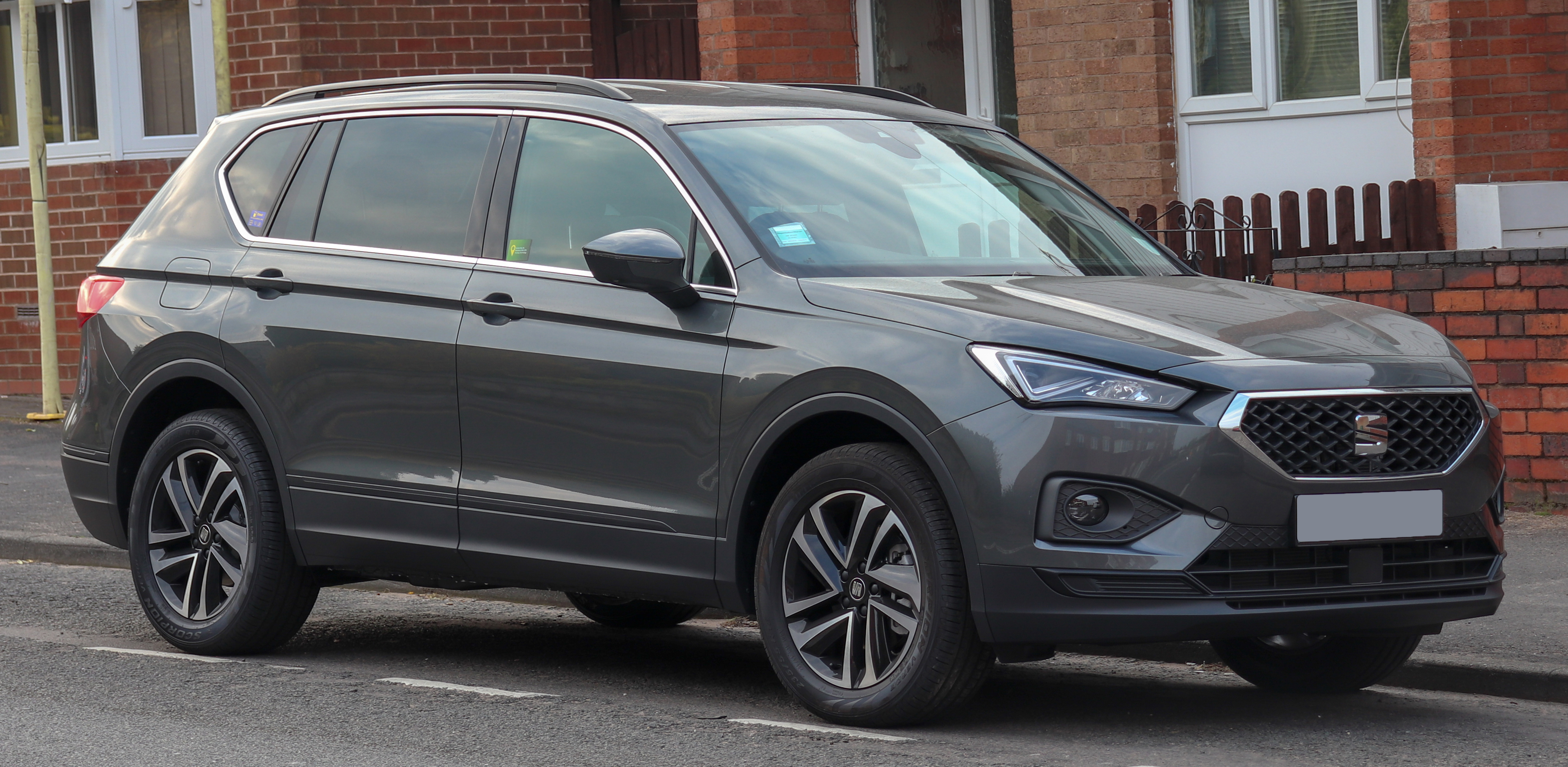
SEAT Tarraco

早期型号常仿自菲亚特，并以数字命名。

| - 1400 第一款以西亚特品牌生产的汽车。 - 600/800 来自于菲亚特600型。 - 850 600的改进型，外型更加硬朗。 - 1200 第一款来自玛托雷尔技术中心的车型。 - 1430 - Formula 1430 - 1500 1400的改进型。 - 124 | - 127 - 128 - 131 - 132 - 133 - Fura - Panda 1980年推出，双门掀背车，座椅可拆卸。 - Ritmo | - Ronda 第一款官方出口车型。 - Málaga - Inca - Marbella 总共生产了60万辆。 - Arosa - Córdoba - Altea - Exeo - Tarraco 中国本土化车型：捷达VS7 |  |

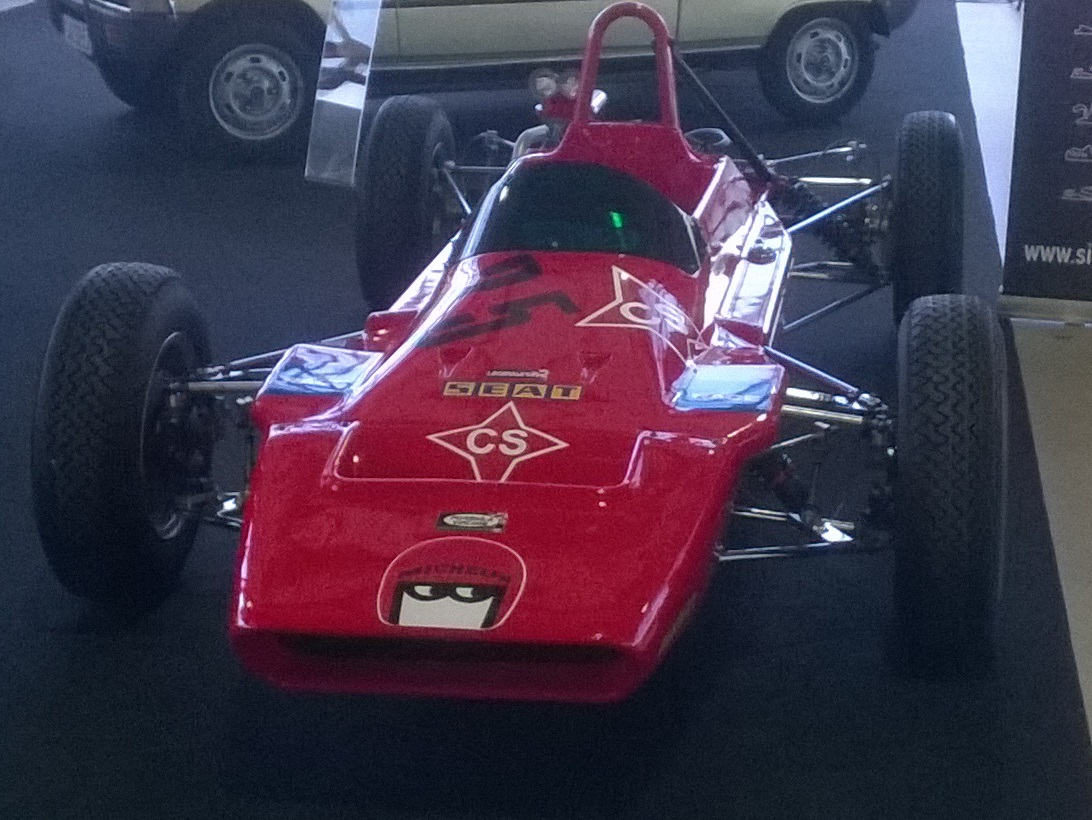
SEAT Formula 1430

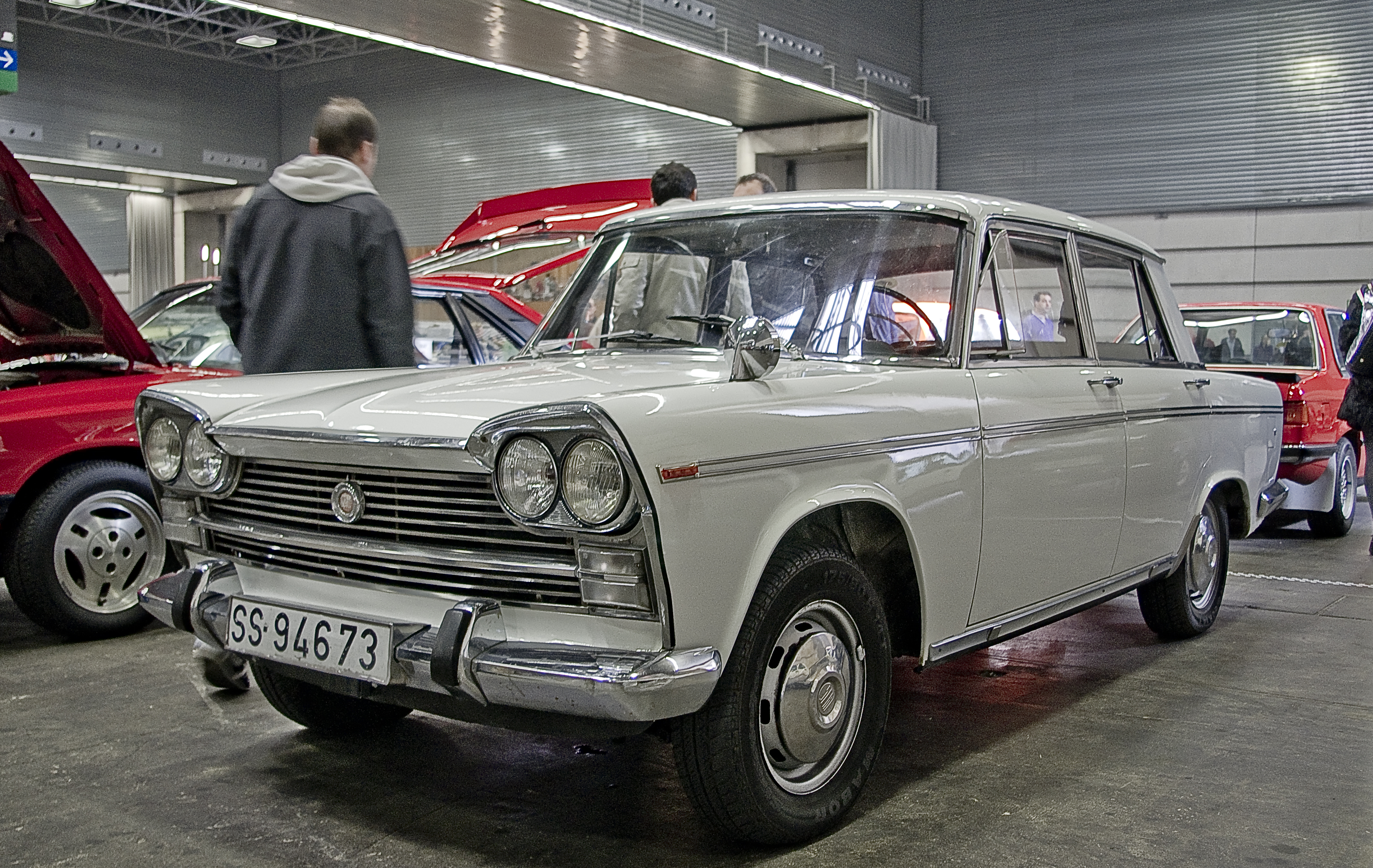
SEAT 1500

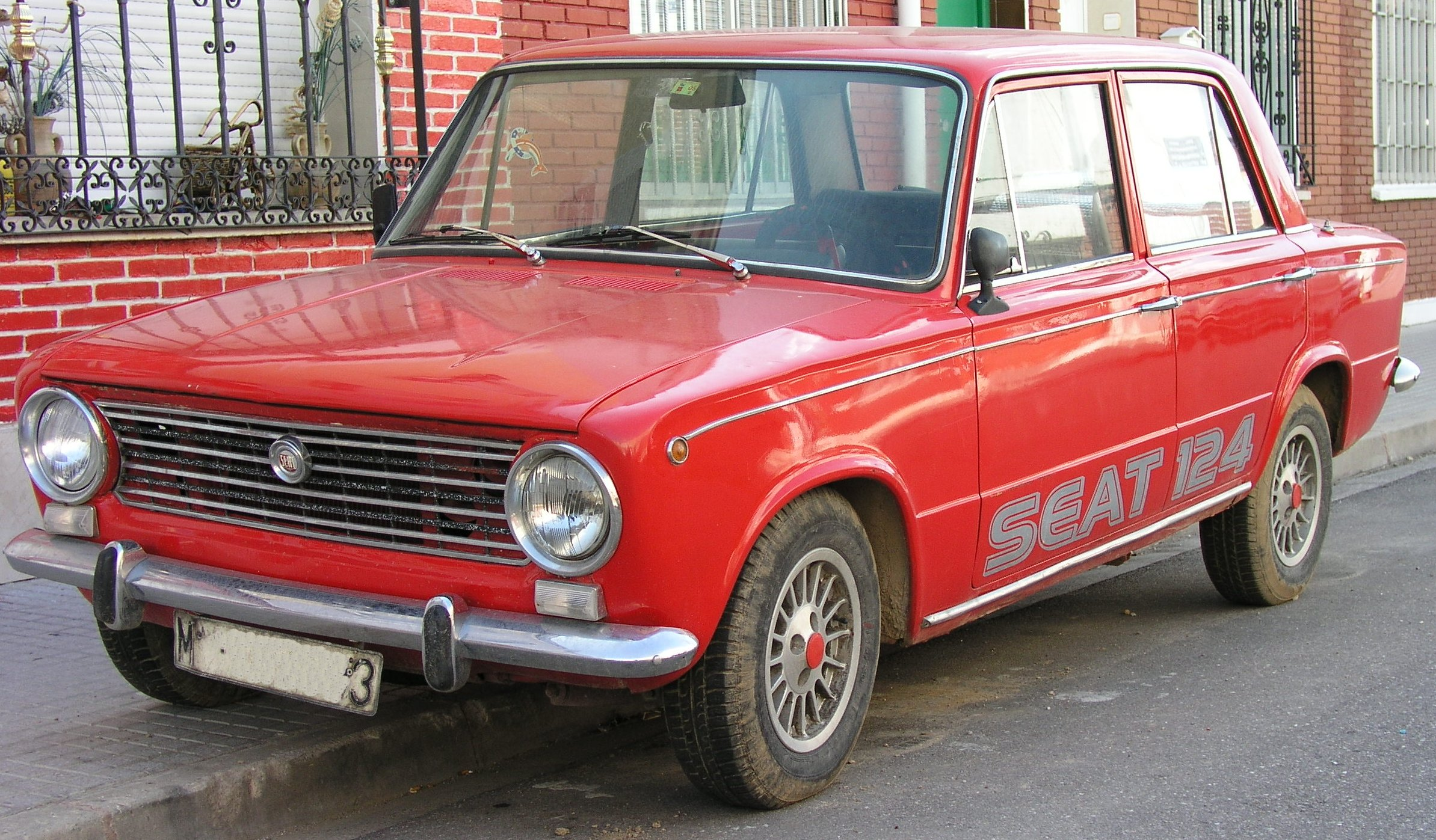
SEAT 124

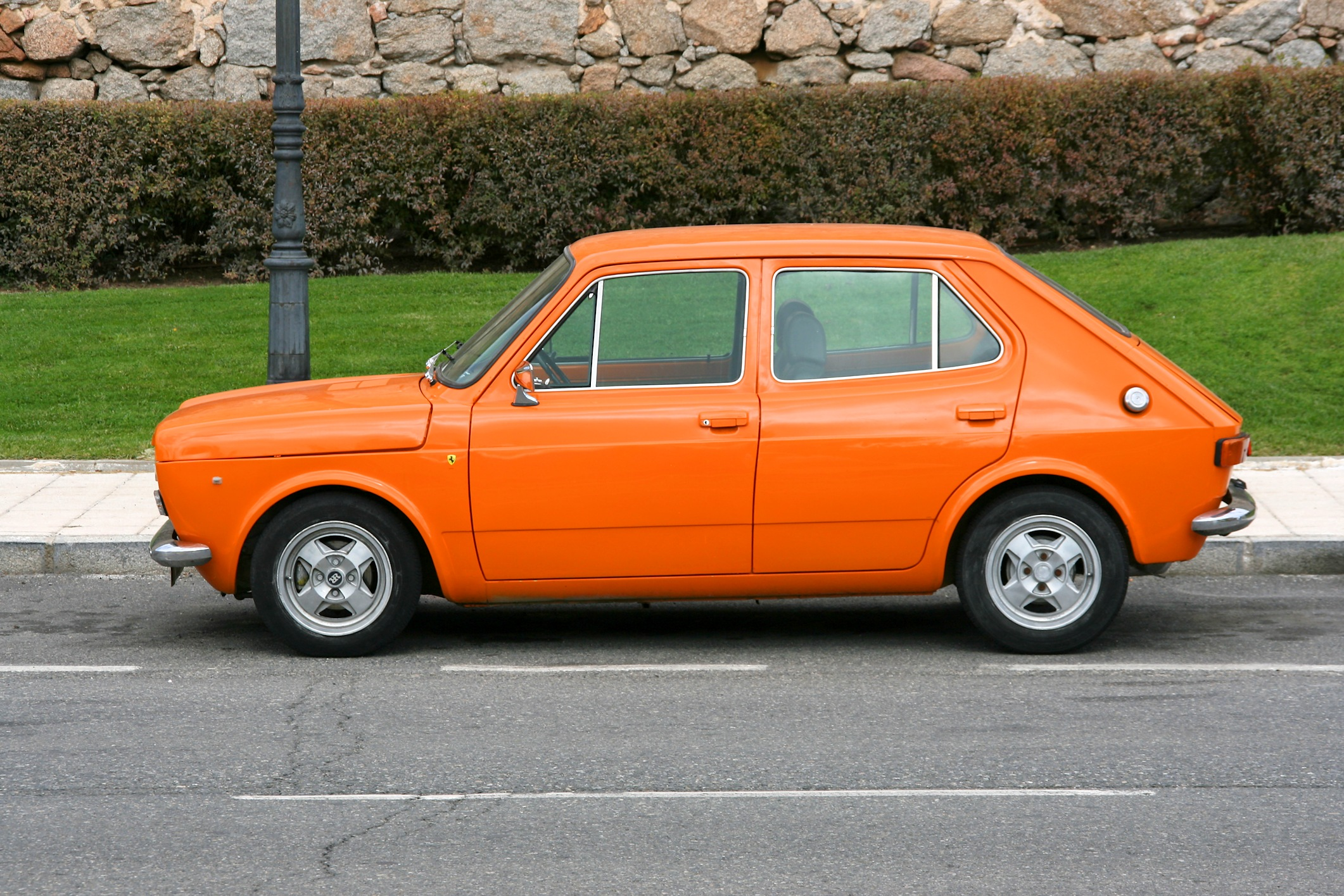
SEAT 127

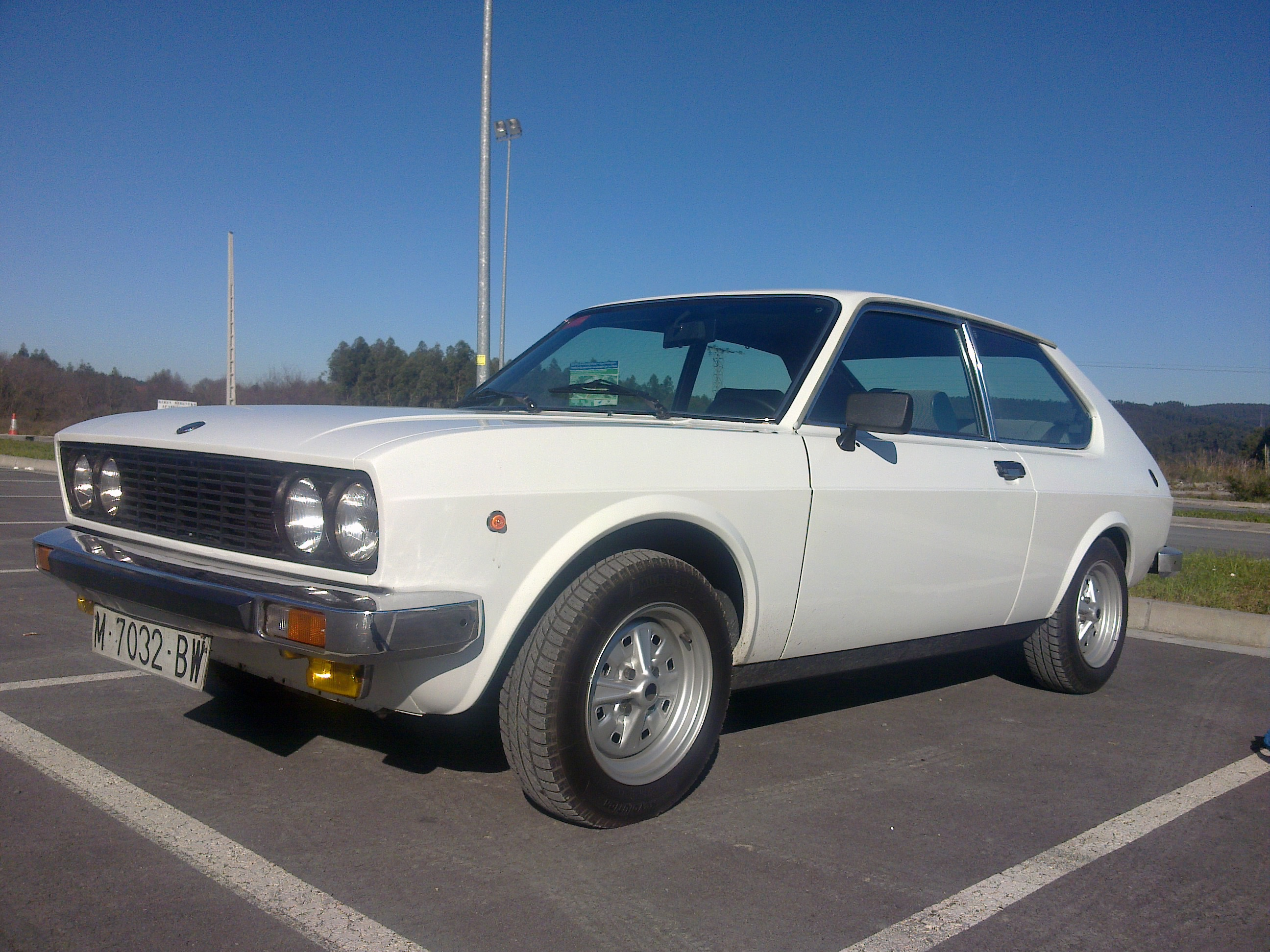
SEAT 128

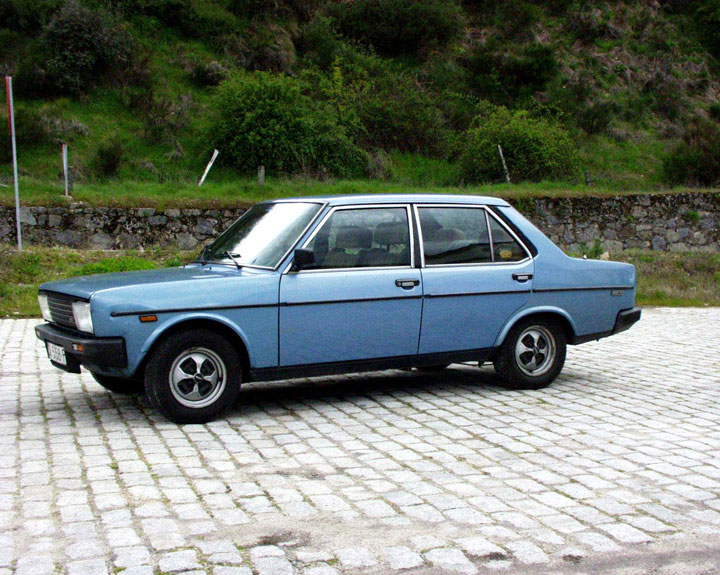
SEAT 131

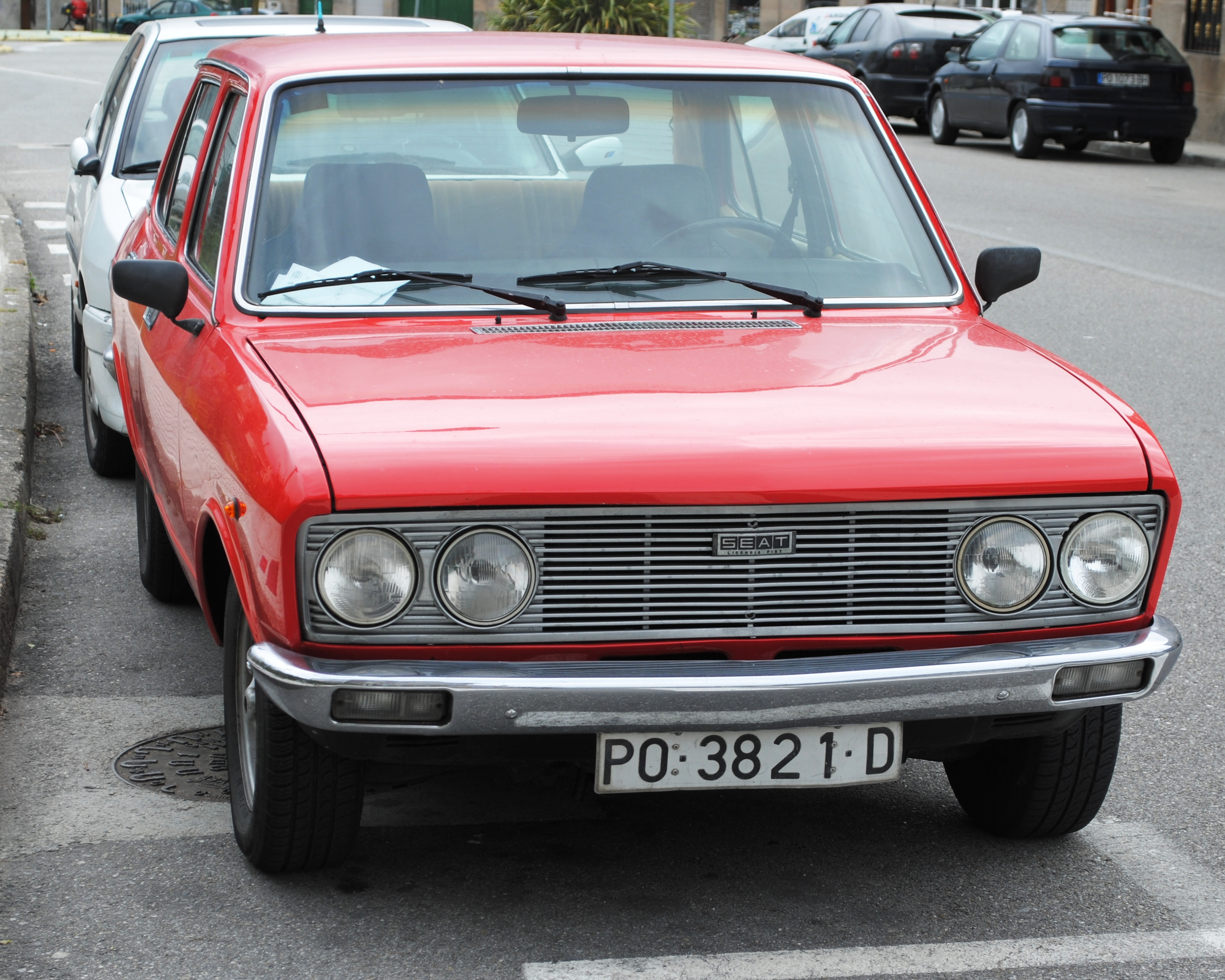
SEAT 132

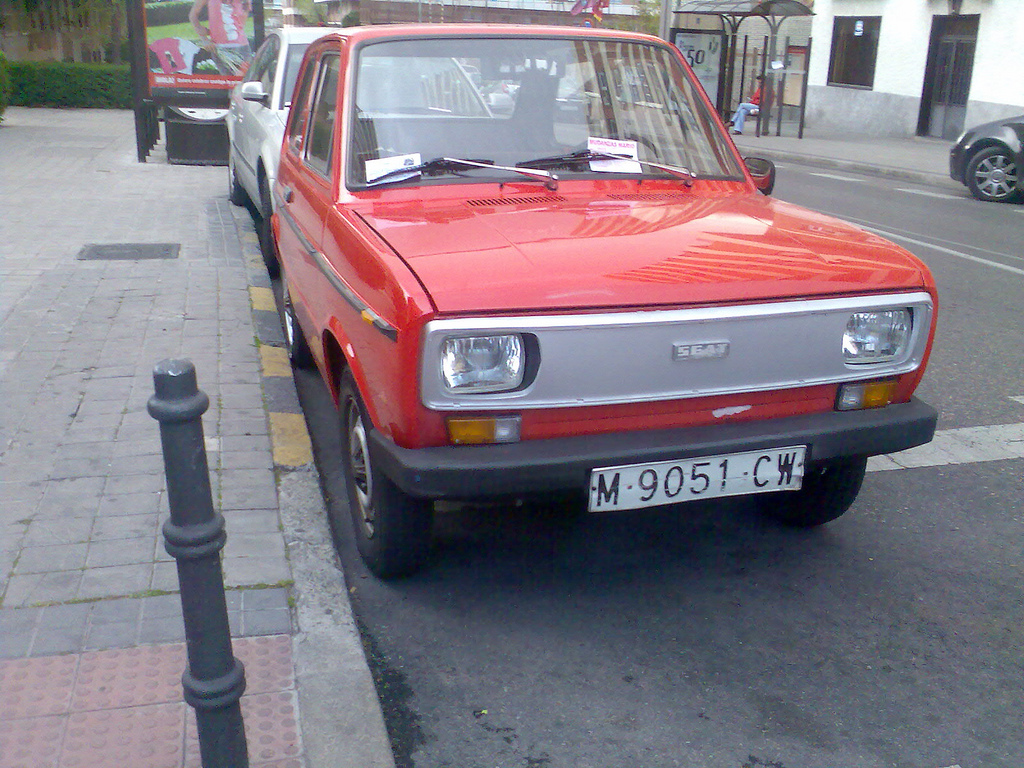
SEAT 133

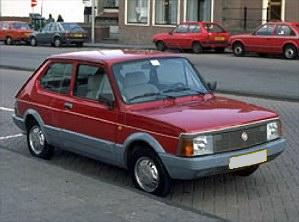
SEAT Fura

### 生产中的车型

#### SEAT品牌
现在的车型多以西班牙地名命名。

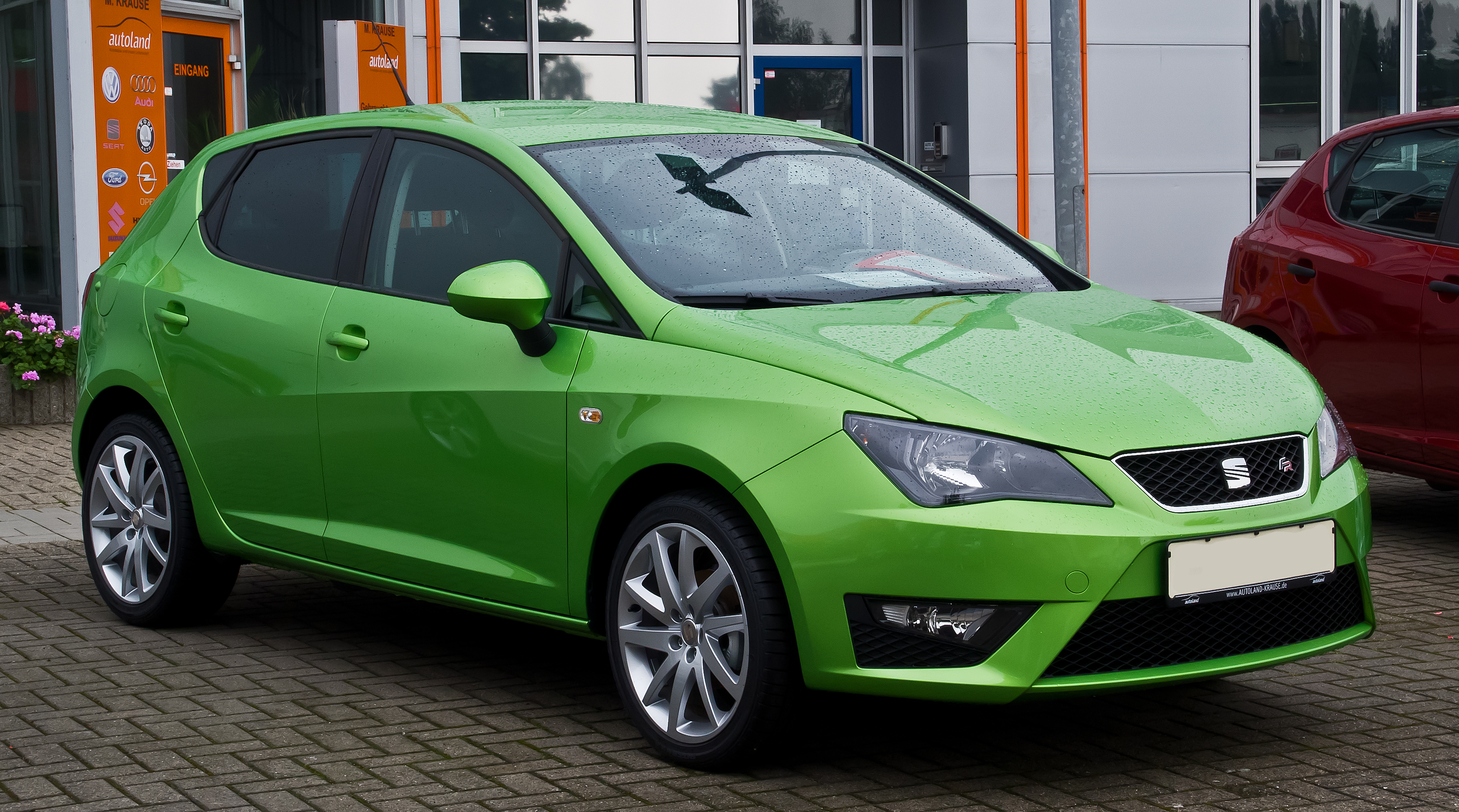
SEAT Ibiza

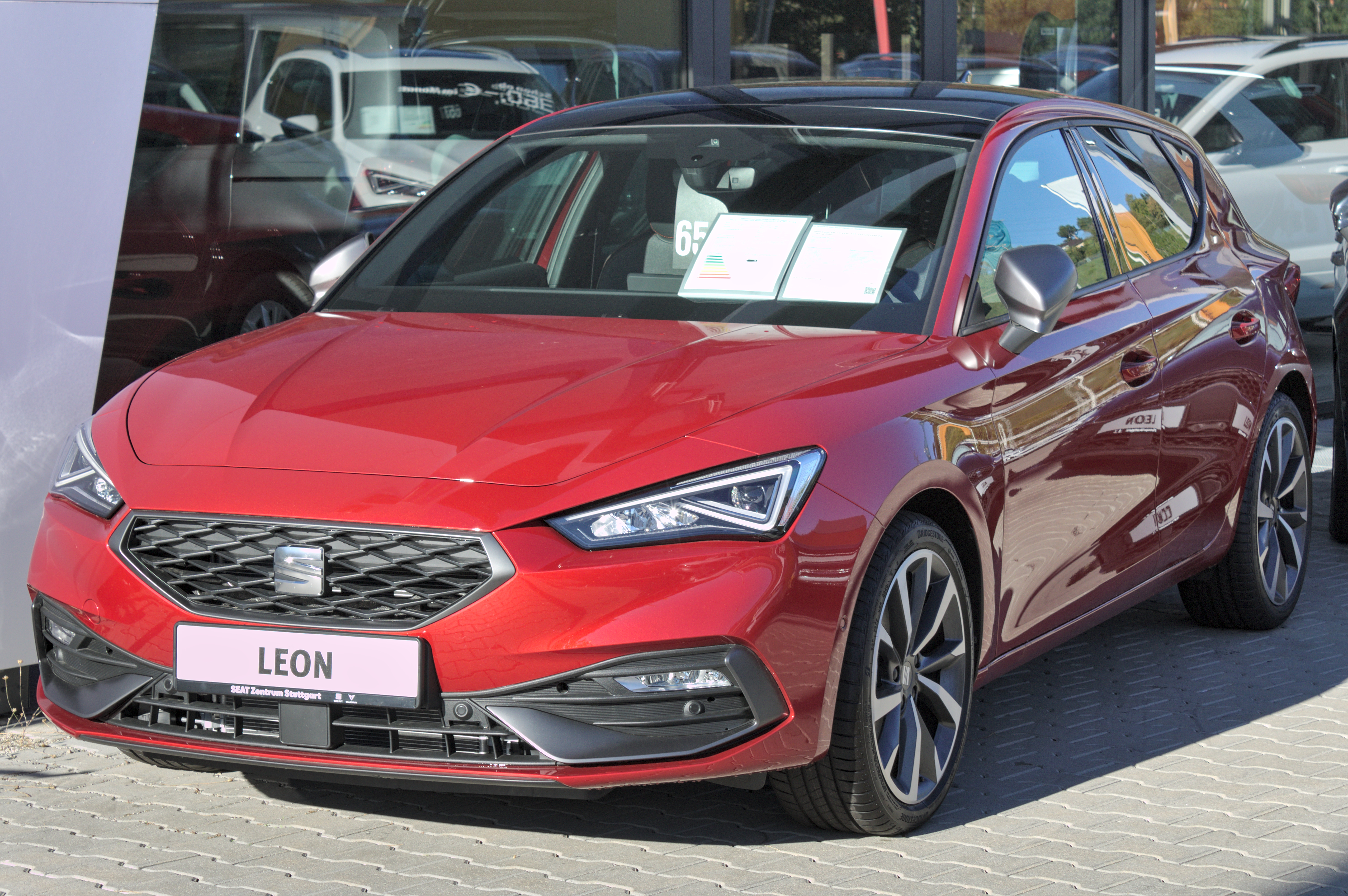
SEAT Leon Mk4

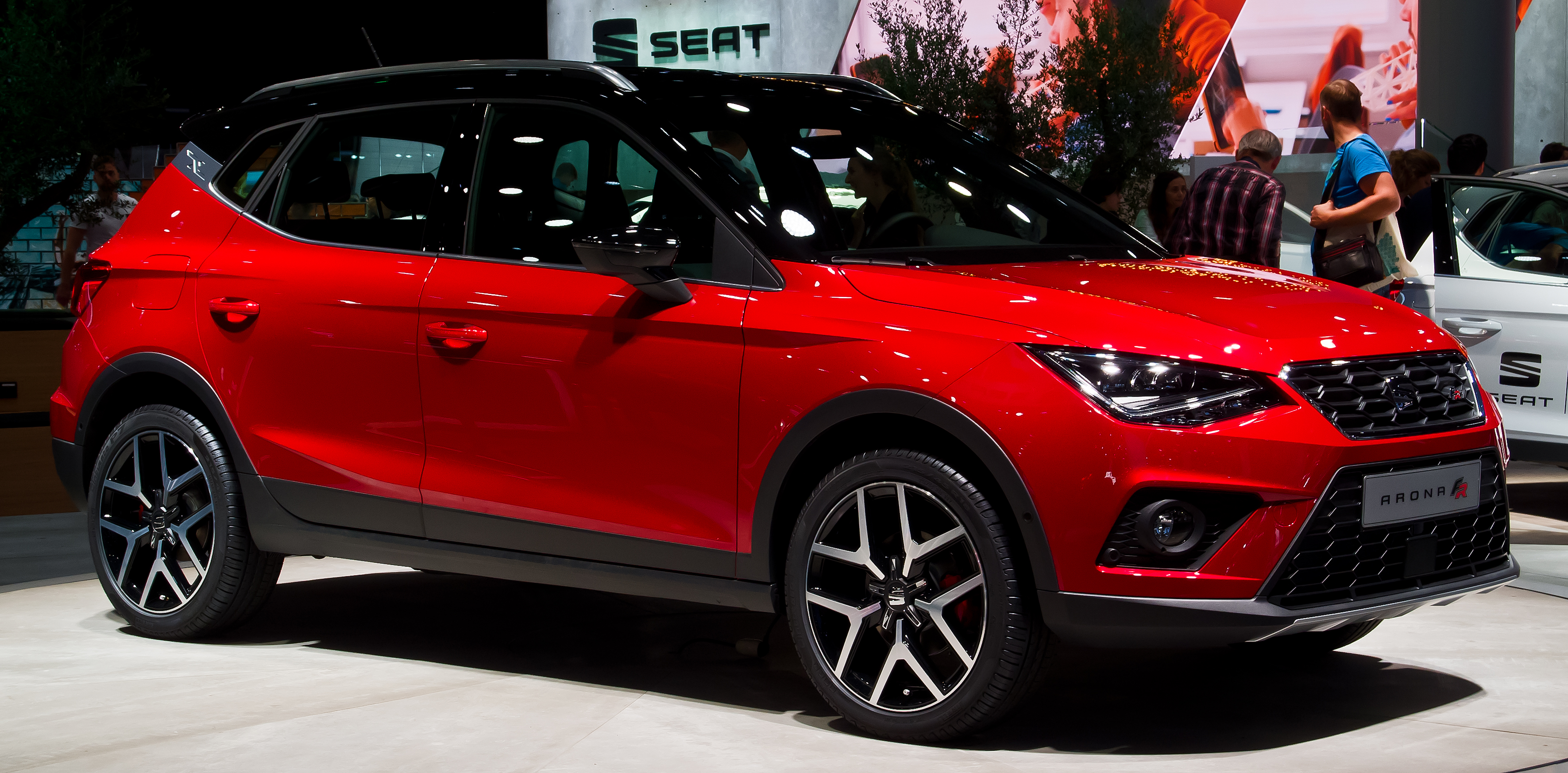
SEAT Arona

| - Ibiza / Ibiza SC（英语：SEAT Ibiza） 以伊维萨岛命名，在大众波罗汽车的基础上设计。3次获得世界汽车拉力赛F2组冠军。 - León 其第一代，为加入到大众集团后生产的首款车型。 | - Arona - Ateca （中国本土化车型：捷达VS5） |  |

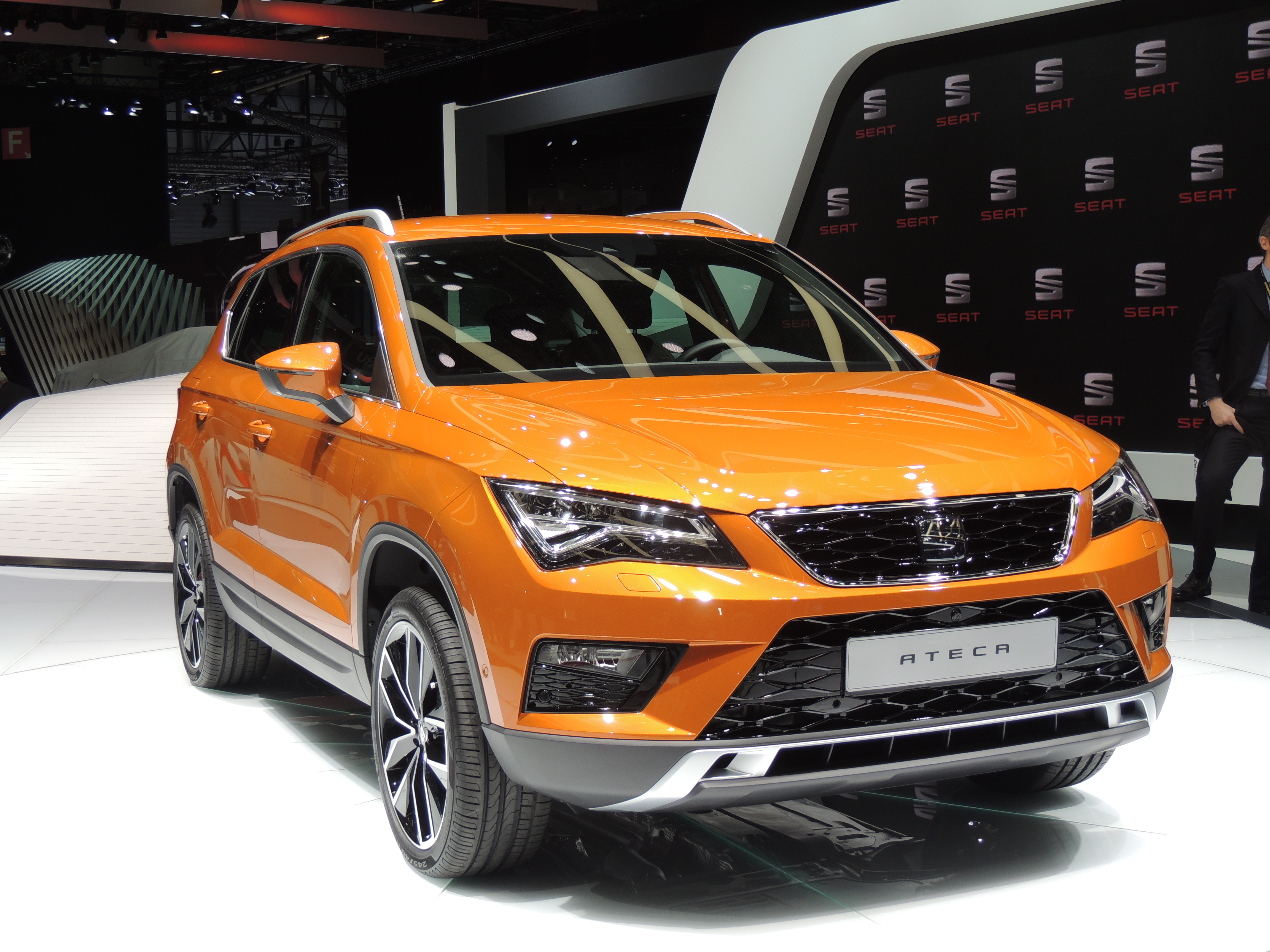
SEAT Ateca

#### Cupra品牌（英语：Cupra (marque)）
- Tavascan（英语：Cupra Tavascan），基于大众MEB平台（英语：Volkswagen Group MEB platform）的纯电动CUV，在华称 ID.与众（ID.UNYX 06）。均由大众安徽生产。

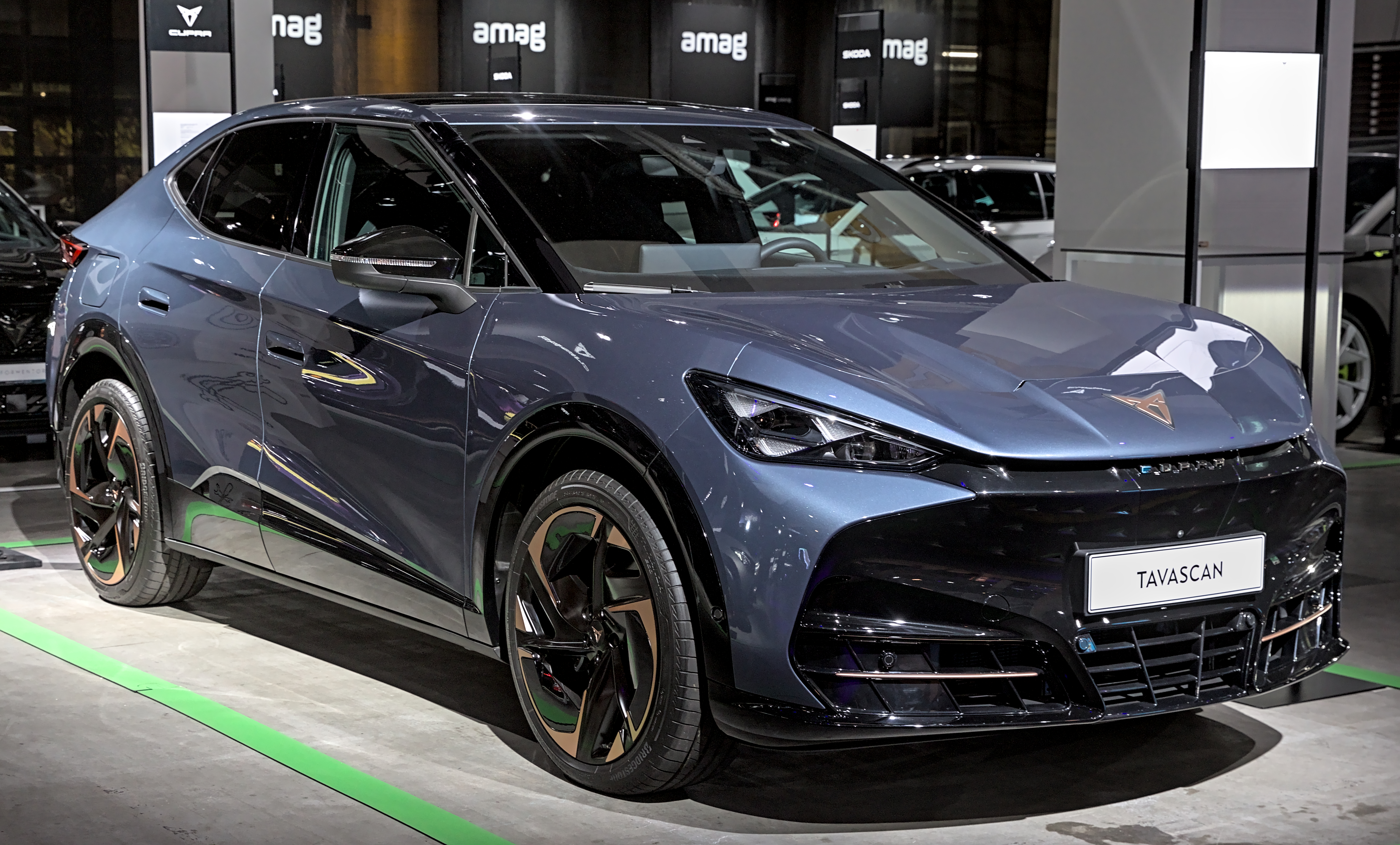
Cupra Tavascan

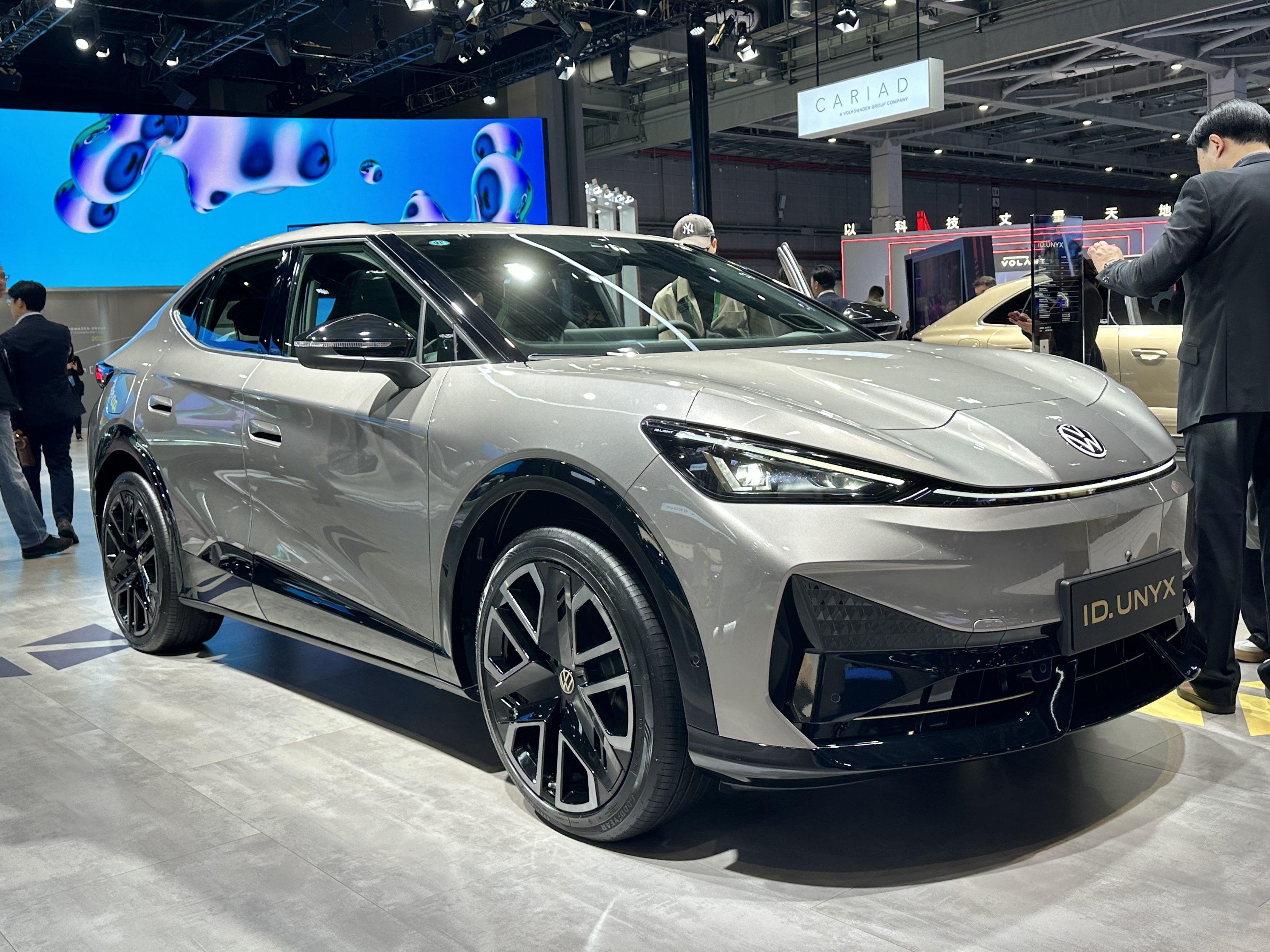
ID.UNYX

|  |  |  |